# Time 100
Le Time 100 est une liste établie annuellement depuis le 1er février 1998 par le magazine américain Time des cent personnes les plus influentes dans le monde (par année civile).
Les différentes personnalités ou groupes de personnalités sont rassemblés en grandes catégories, mais ne sont pas classés. Ces catégories changent selon les années.

## Historique
La liste du « Time 100 » a été établie pour la première fois le 1er février 1998 par un jury lors d’une conférence qui s’est déroulée au centre Kennedy à Washington DC. Le jury était composé de Dan Rather (présentateur de la chaîne CBS), Doris Kearns Goodwin (historien), Mario Cuomo (ancien gouverneur de New York), Condoleezza Rice, Irving Kristol (éditeur néo-conservateur) et Walter Isaacson (éditeur en chef du Time). Il s'agissait alors de désigner les 100 personnes les plus influentes du XXe siècle. À cette occasion, Albert Einstein fut également distingué Personnalité du siècle, à la manière des Personnalités de l'année désignées par le magazine Time depuis 1927. Gandhi et Franklin Delano Roosevelt furent quant à eux désignés finalistes. La liste est publiée par Time en 1999.
À partir de 2004, Time décide d'établir, sur le modèle de la liste de 1998, une liste annuelle des 100 personnes les plus influentes.
Le seul personnage fictif qui a eu l'honneur d'être nommé dans la liste est Bart Simpson de la série Les Simpson.[Quand ?]

## Critères
Les éditeurs de Time ont expliqué en 2004 qu'une personne pouvait être incluse dans la liste du « Time 100 » du fait de sa fonction (tel George W. Bush), son influence sur « les grands événements de notre époque » même si elle apparaît peu au regard du grand public (tel Ali al-Sistani), ou encore si elle « influence nos vies à travers son exemple moral » (tel Nelson Mandela).

## Personnalités choisies au moins trois fois

### Six fois et plus

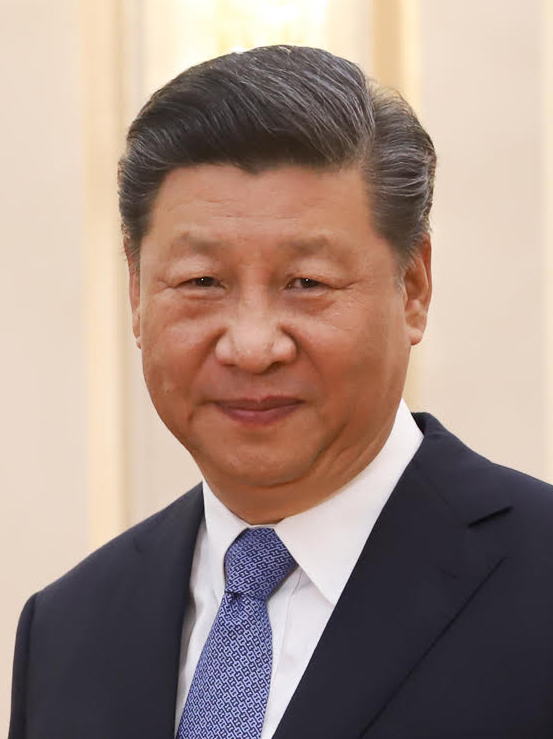
Xi Jinping (13 fois) 2022, 2021, 2020, 2019, 2018, 2017, 2016, 2015, 2014, 2013, 2012, 2011, 2009.
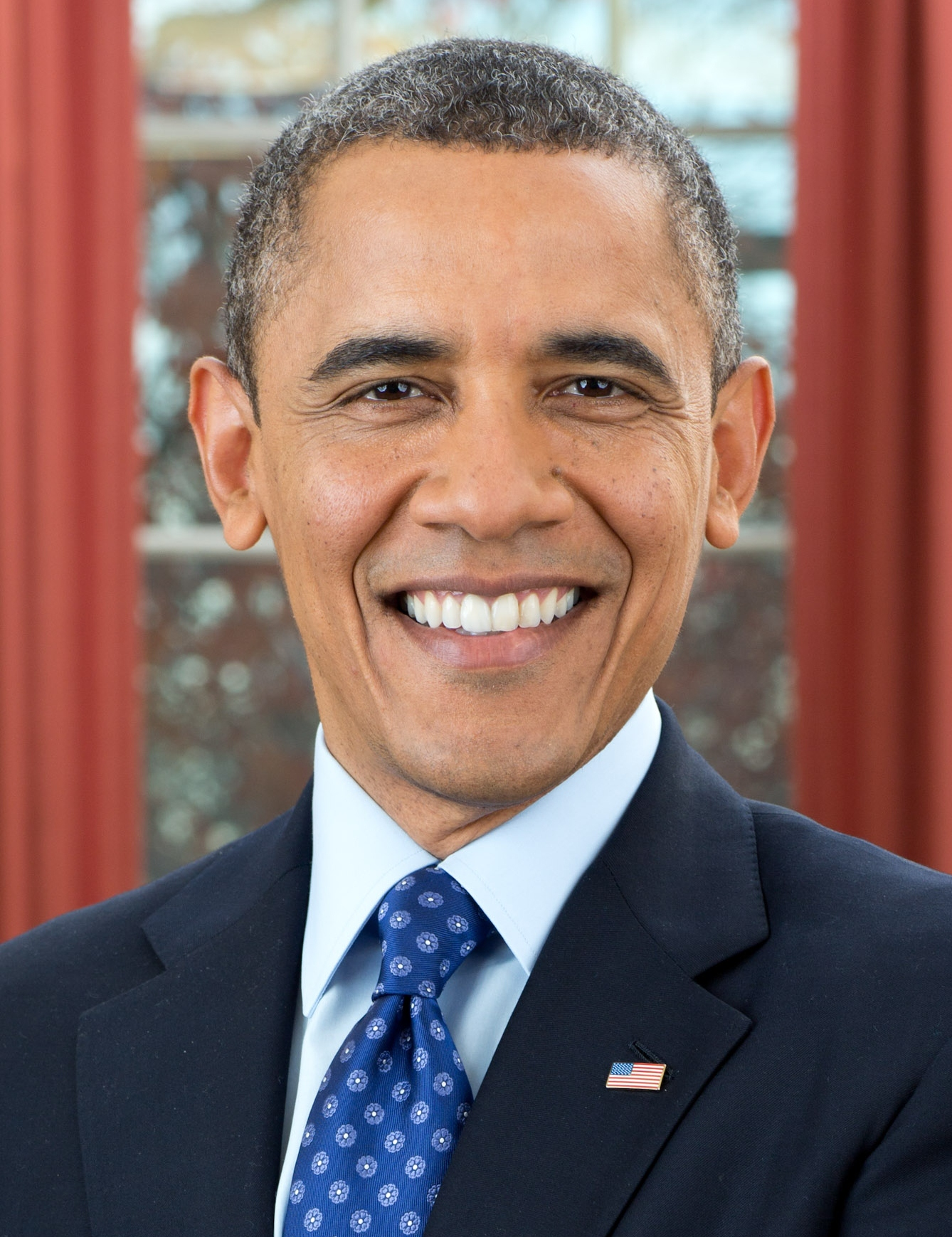
Barack Obama (11 fois) 2016, 2015, 2014, 2013, 2012, 2011, 2010, 2009, 2008, 2007, 2005.
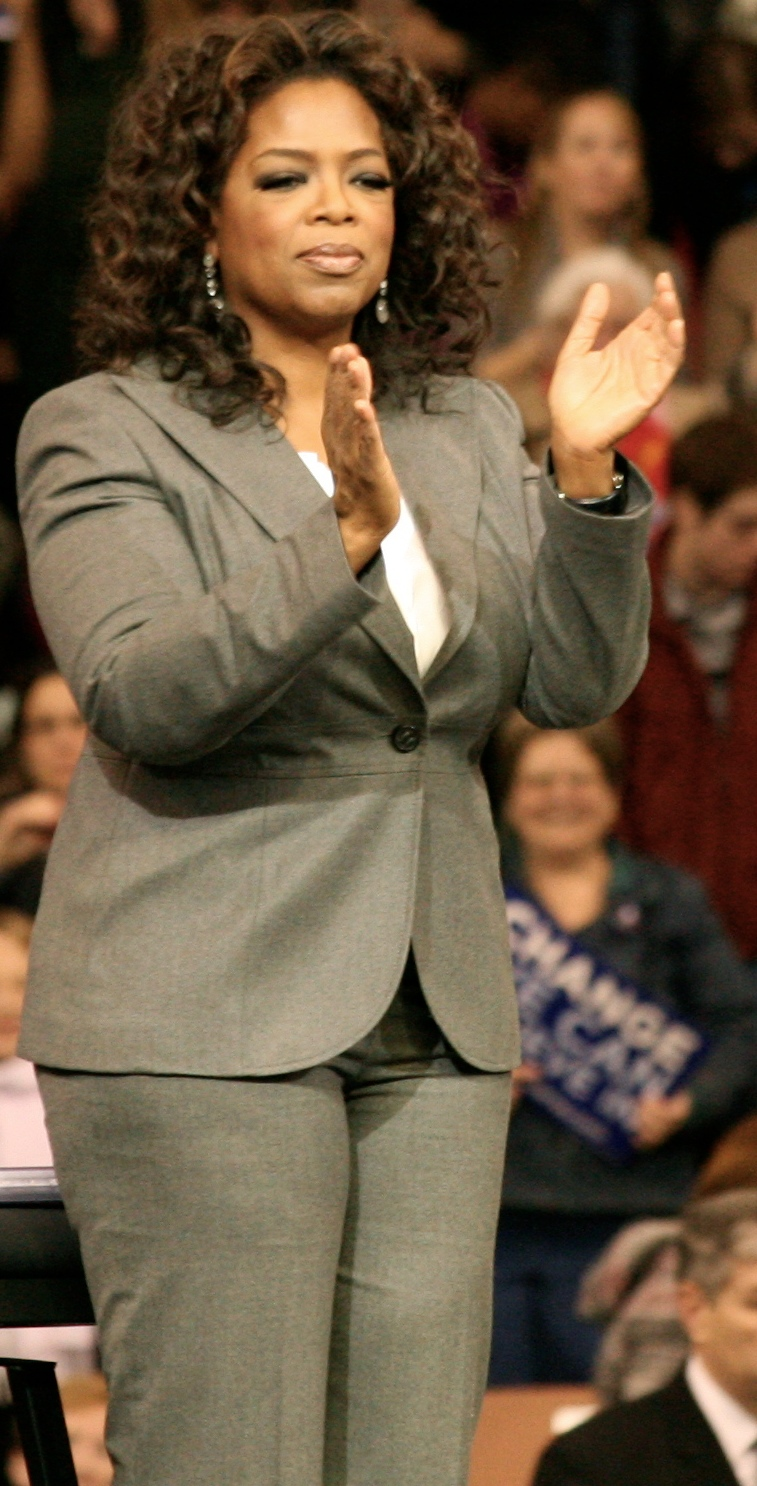
Oprah Winfrey (11 fois) 2022, 2018, 2011, 2010, 2009, 2008, 2007, 2006, 2005, 2004 et XXe siècle.
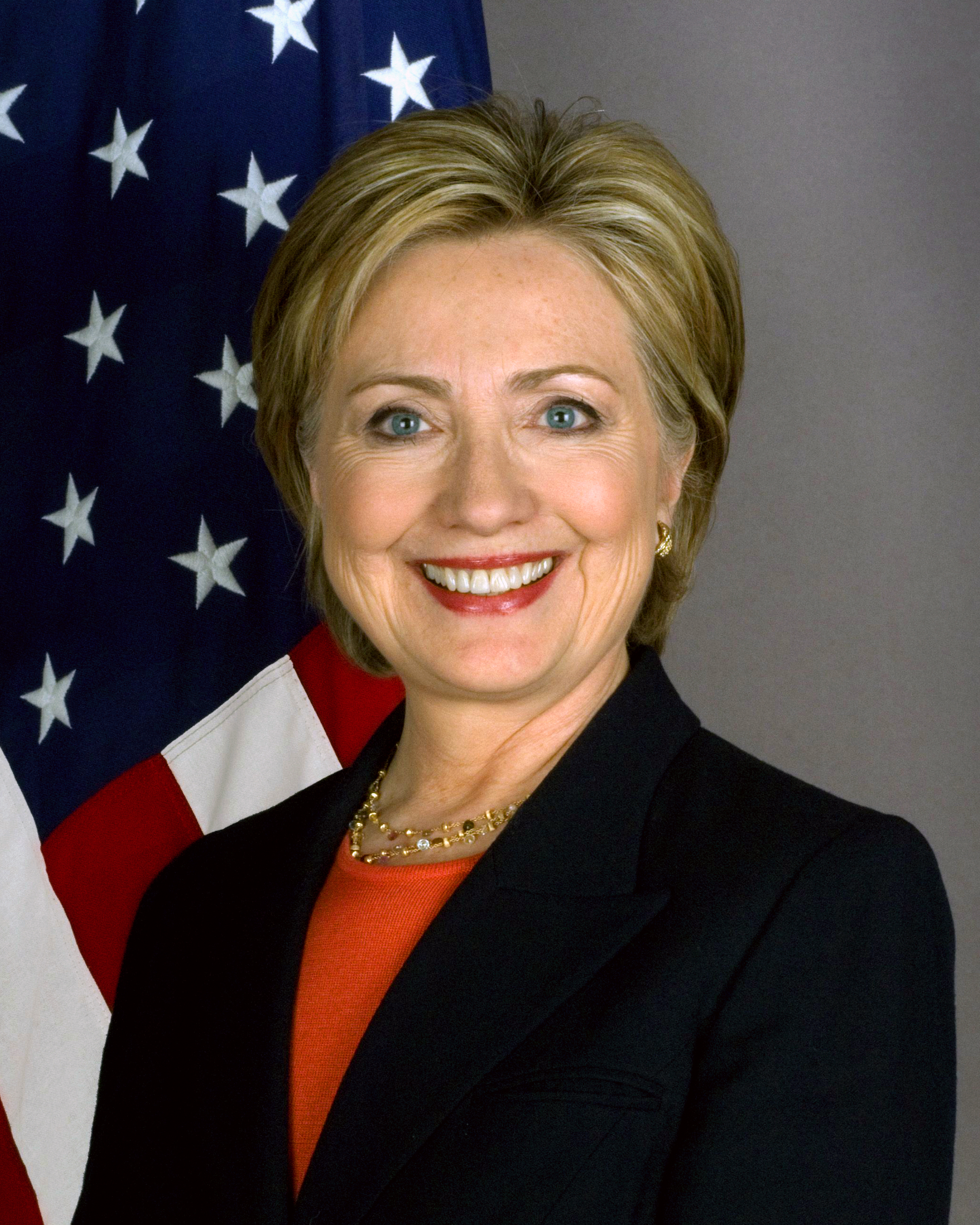
Hillary Clinton (10 fois) 2016, 2015, 2014, 2012, 2011, 2009, 2008, 2007, 2006, 2004.
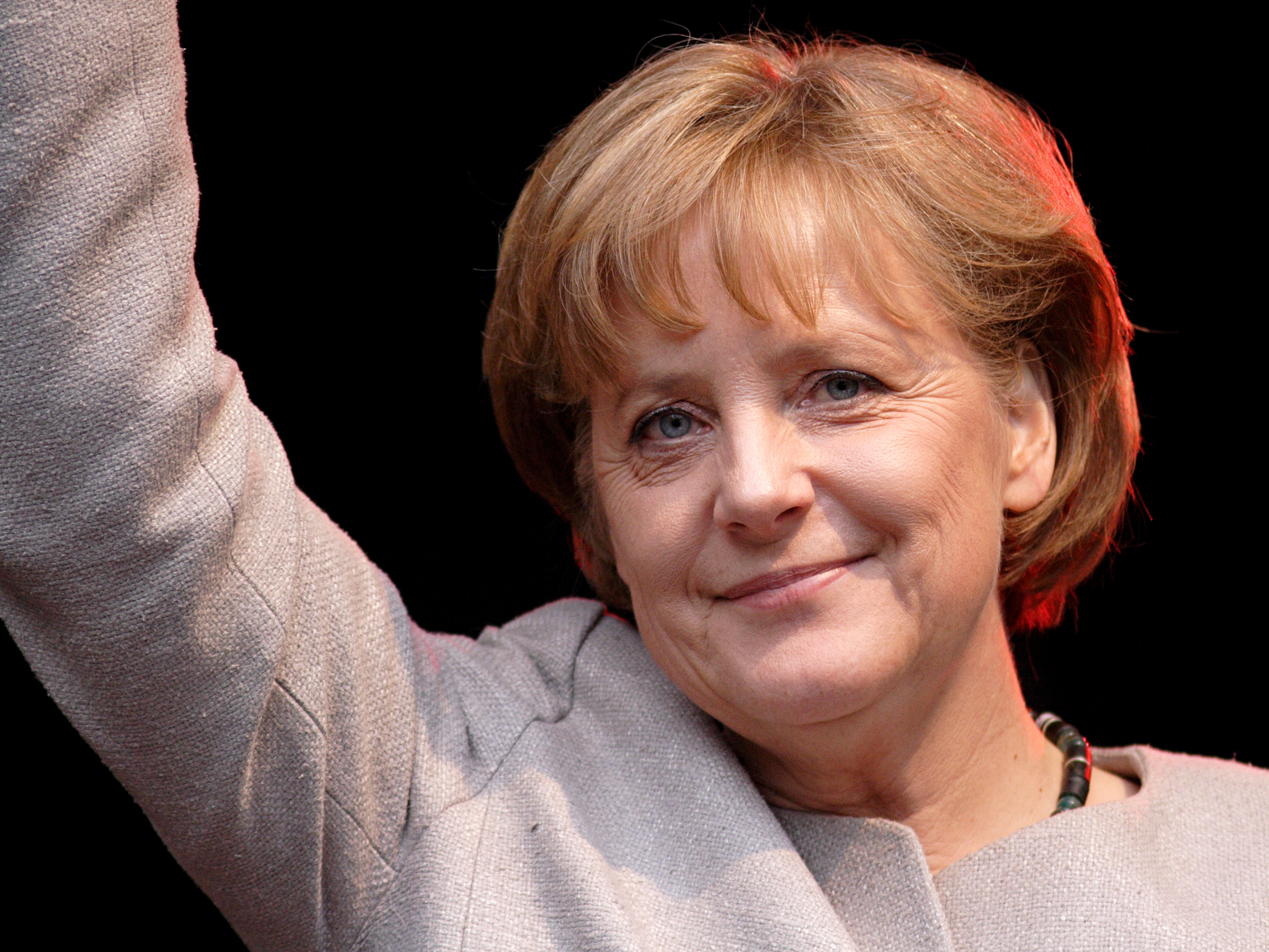
Angela Merkel (9 fois) 2020, 2016, 2015, 2014, 2012, 2011, 2009, 2007, 2006.
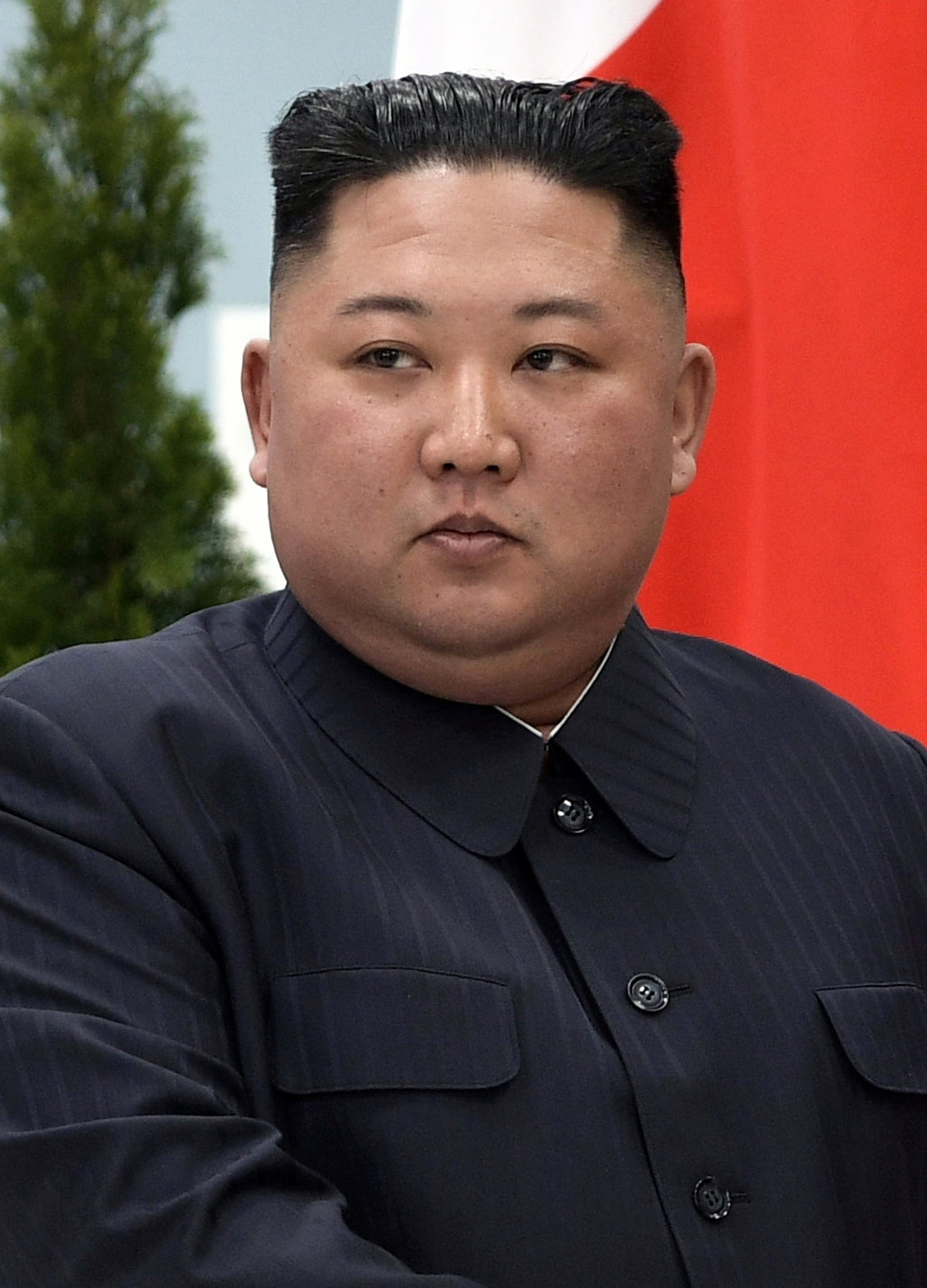
Kim Jong-un (8 fois) 2018, 2017, 2016, 2015, 2014, 2013, 2012, 2011.
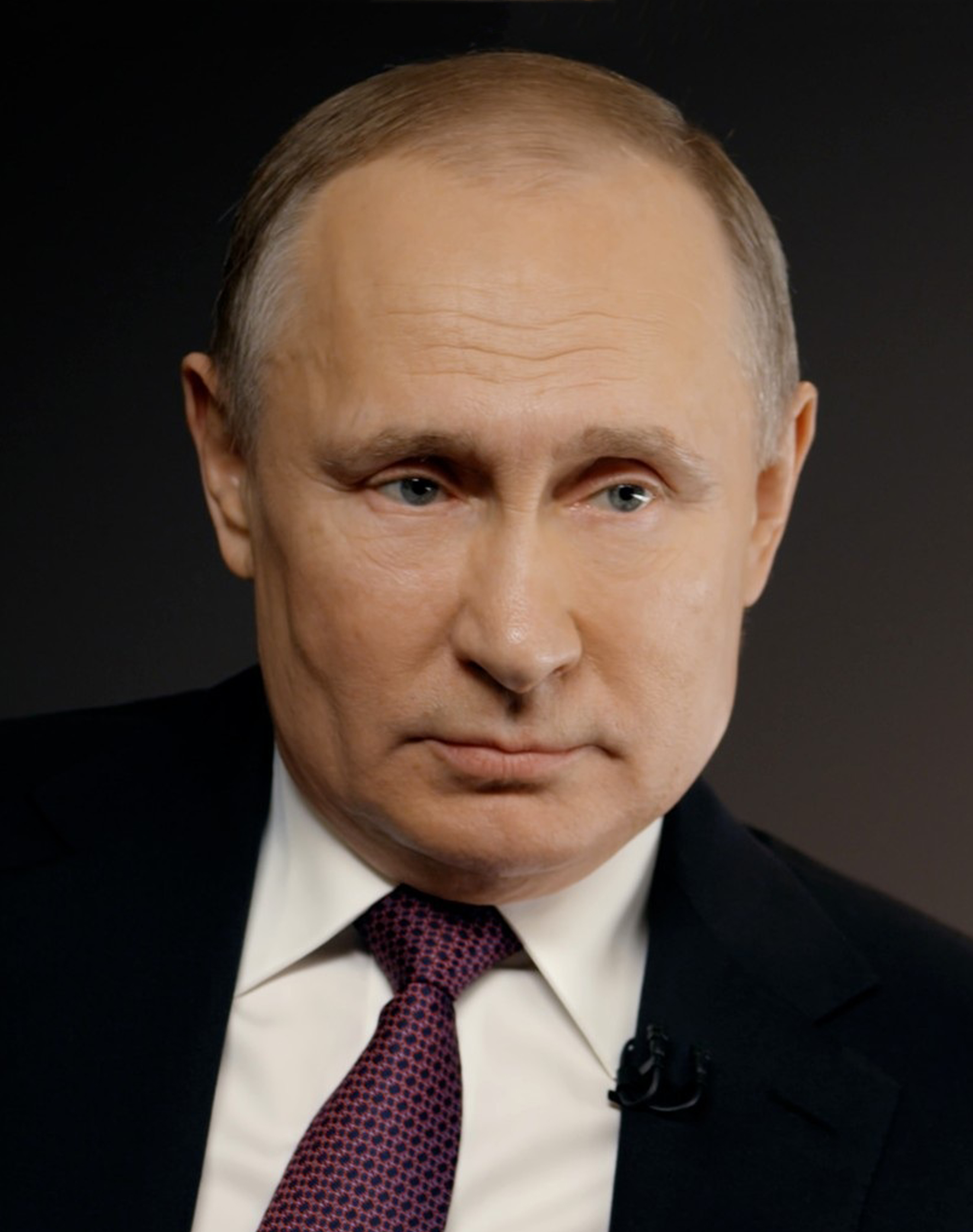
Vladimir Poutine (7 fois) 2022, 2017, 2016, 2015, 2014, 2008, 2004.
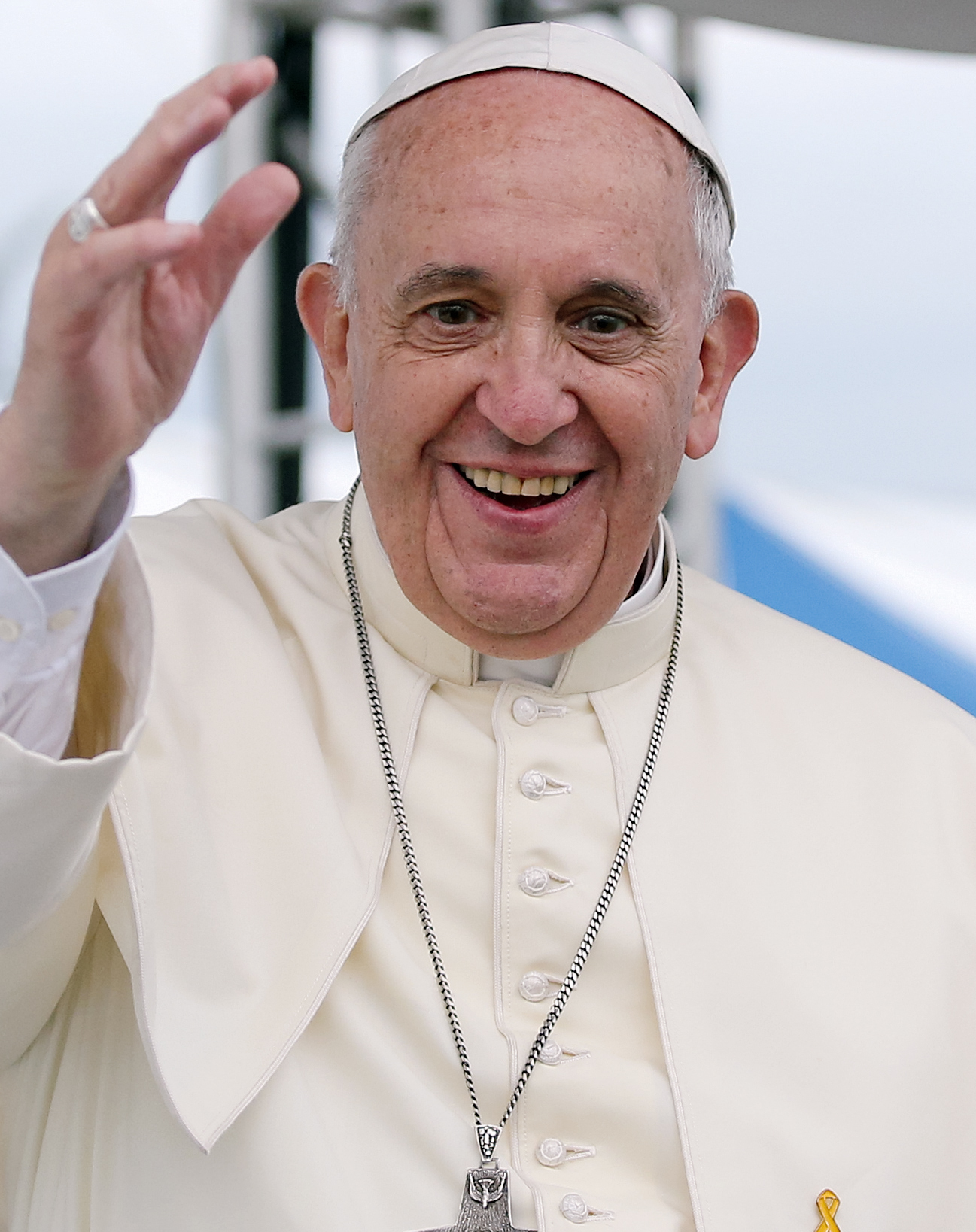
Pape François (6 fois) 2019, 2017, 2016, 2015, 2014, 2013.
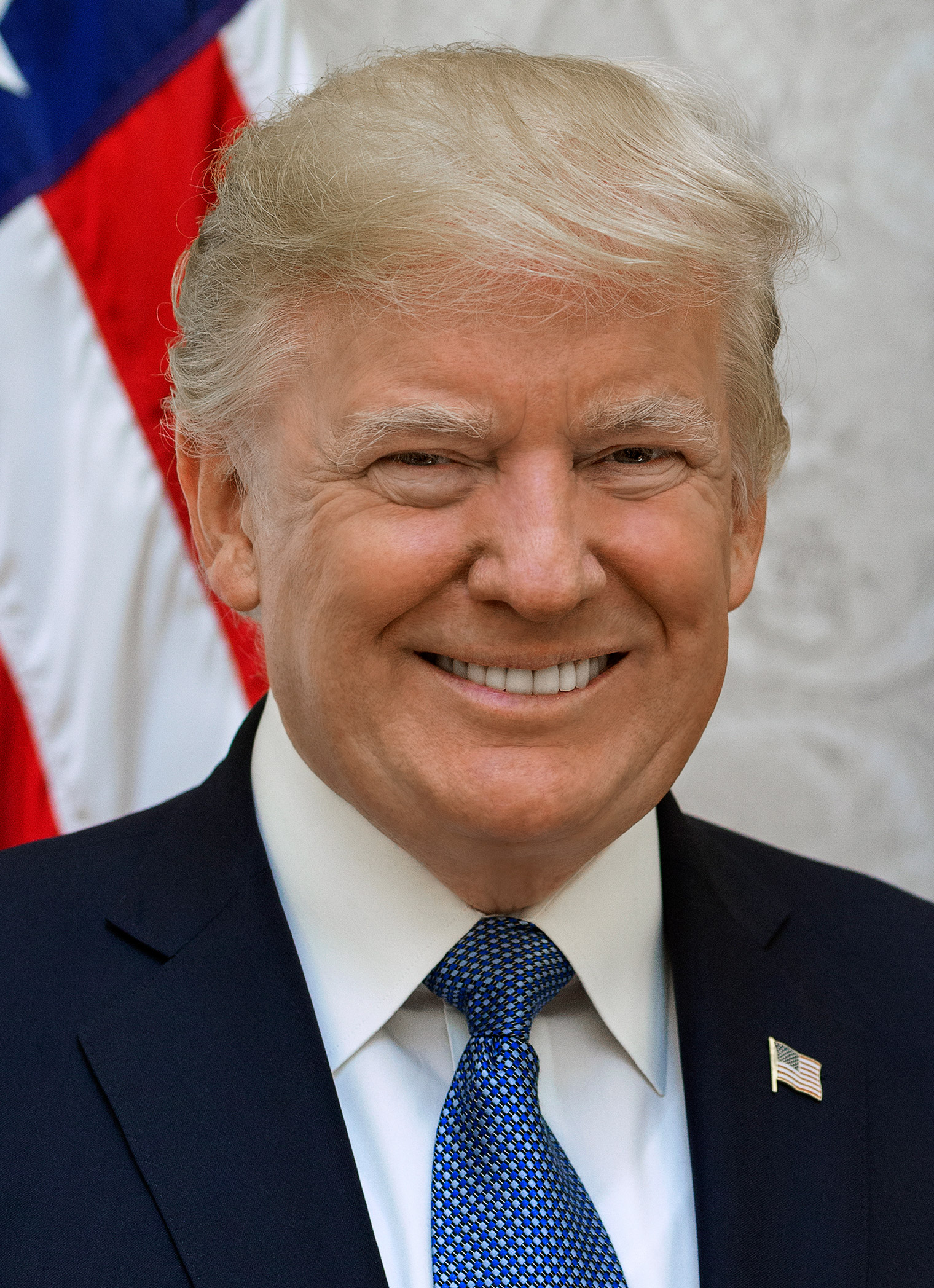
Donald Trump (6 fois) 2021, 2020, 2019, 2018, 2017, 2016.
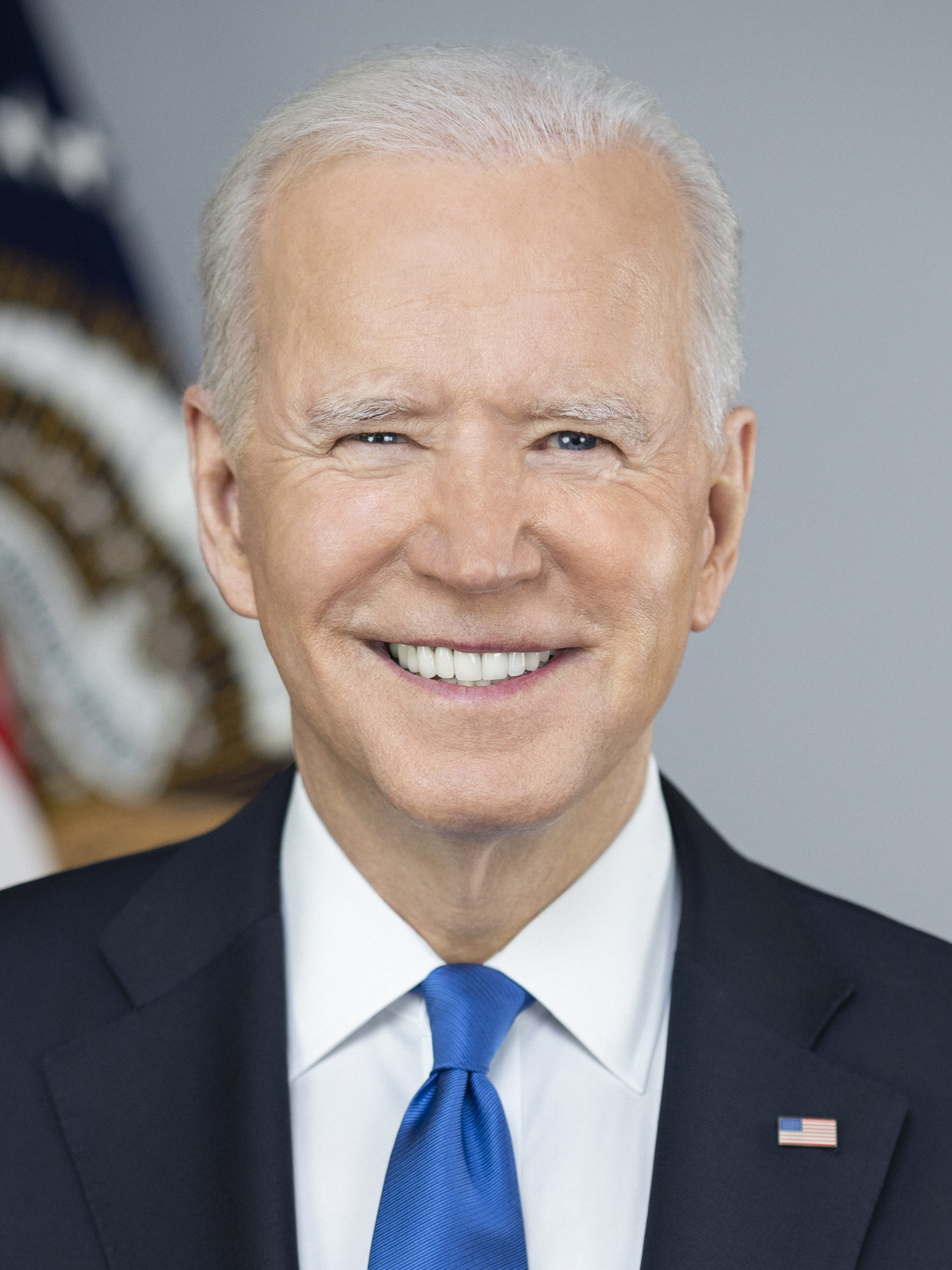
Joe Biden (6 fois) 2023, 2022, 2021, 2020, 2013, 2011.

### Cinq fois

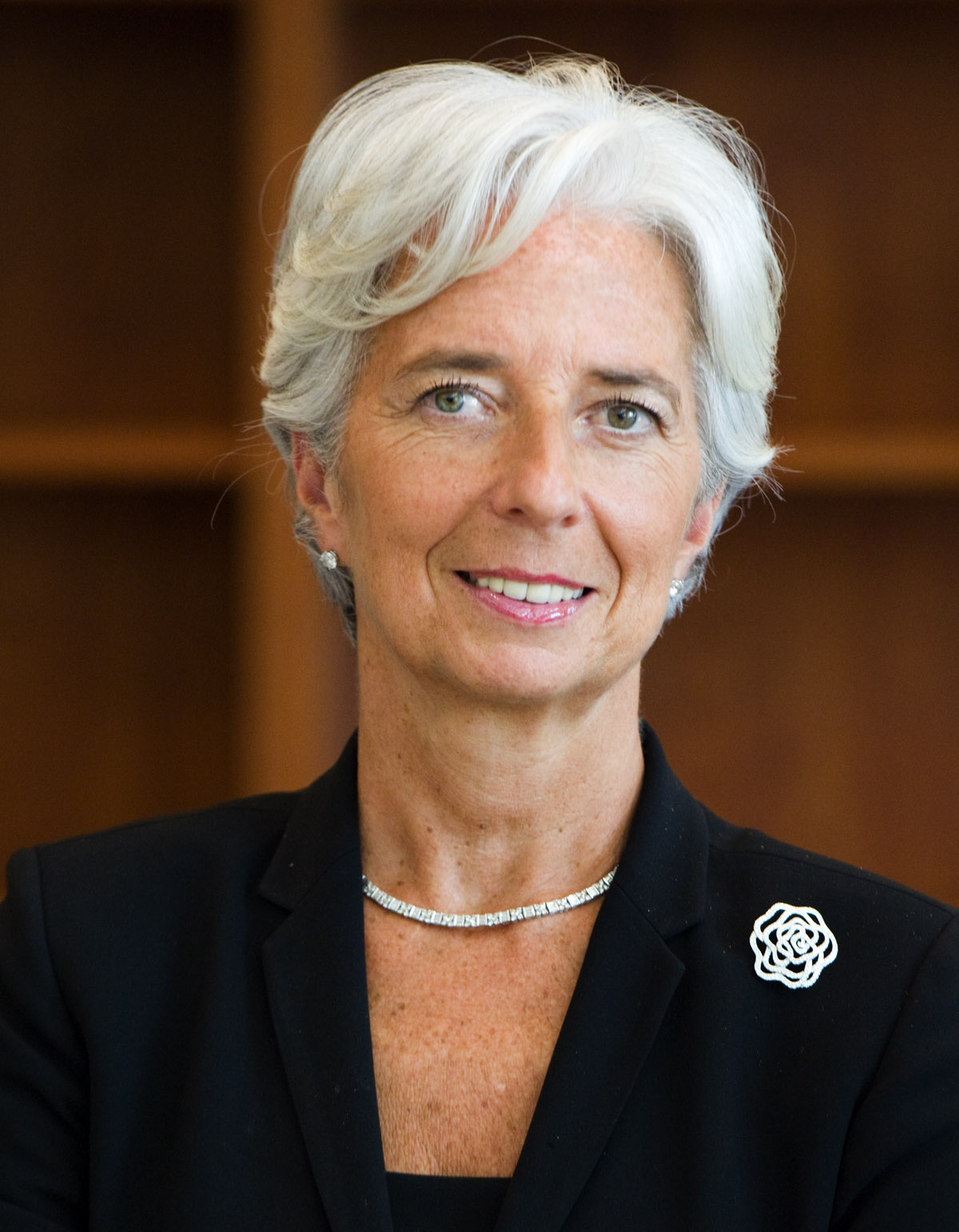
Christine Lagarde 2022, 2016, 2012, 2010, 2009.
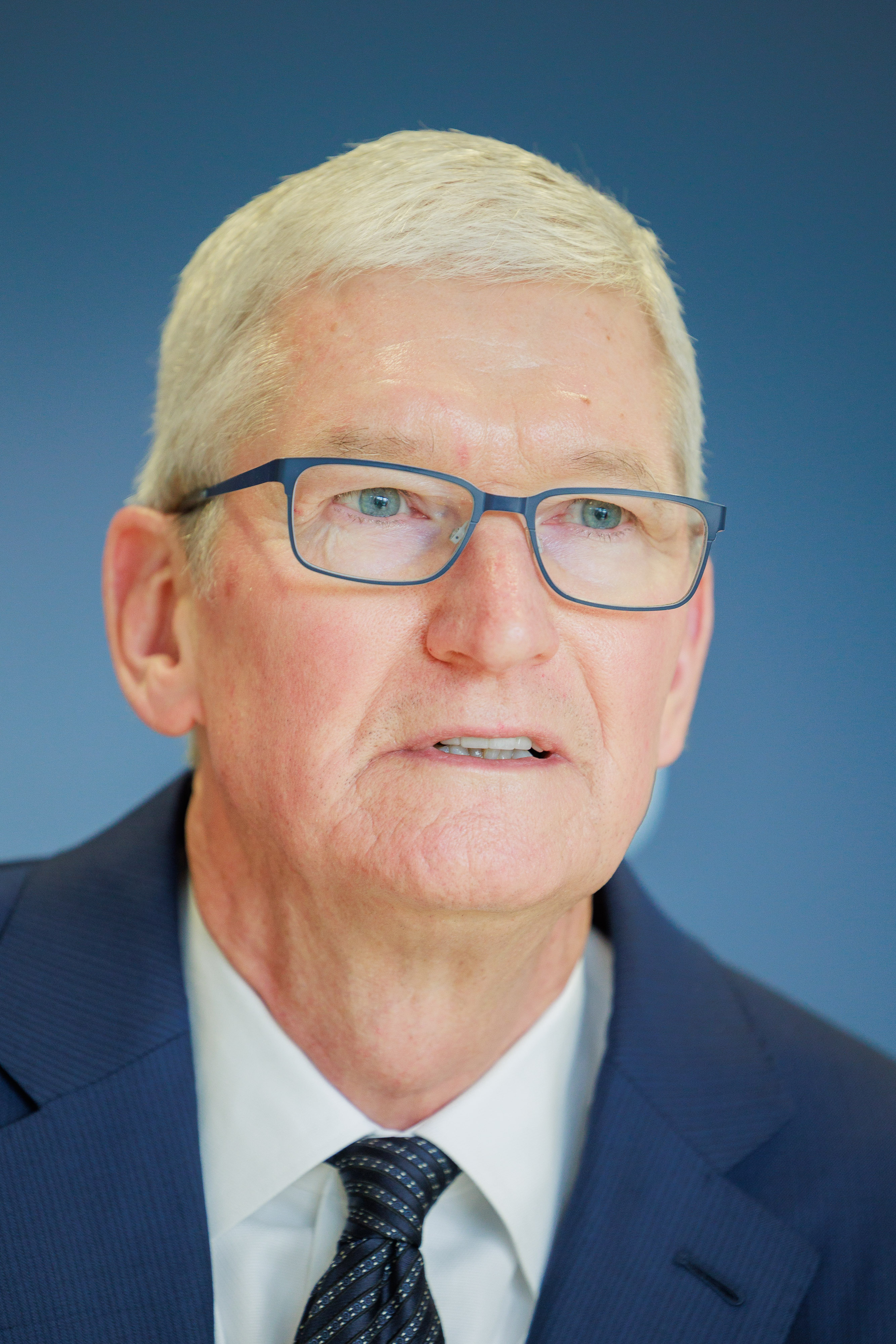
Tim Cook 2022, 2021, 2016, 2015, 2012.
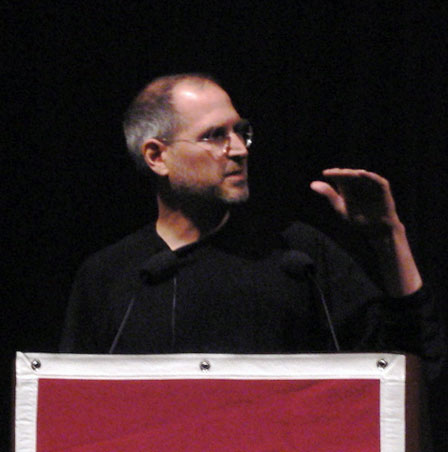
Steve Jobs 2010, 2008, 2007, 2005, 2004.
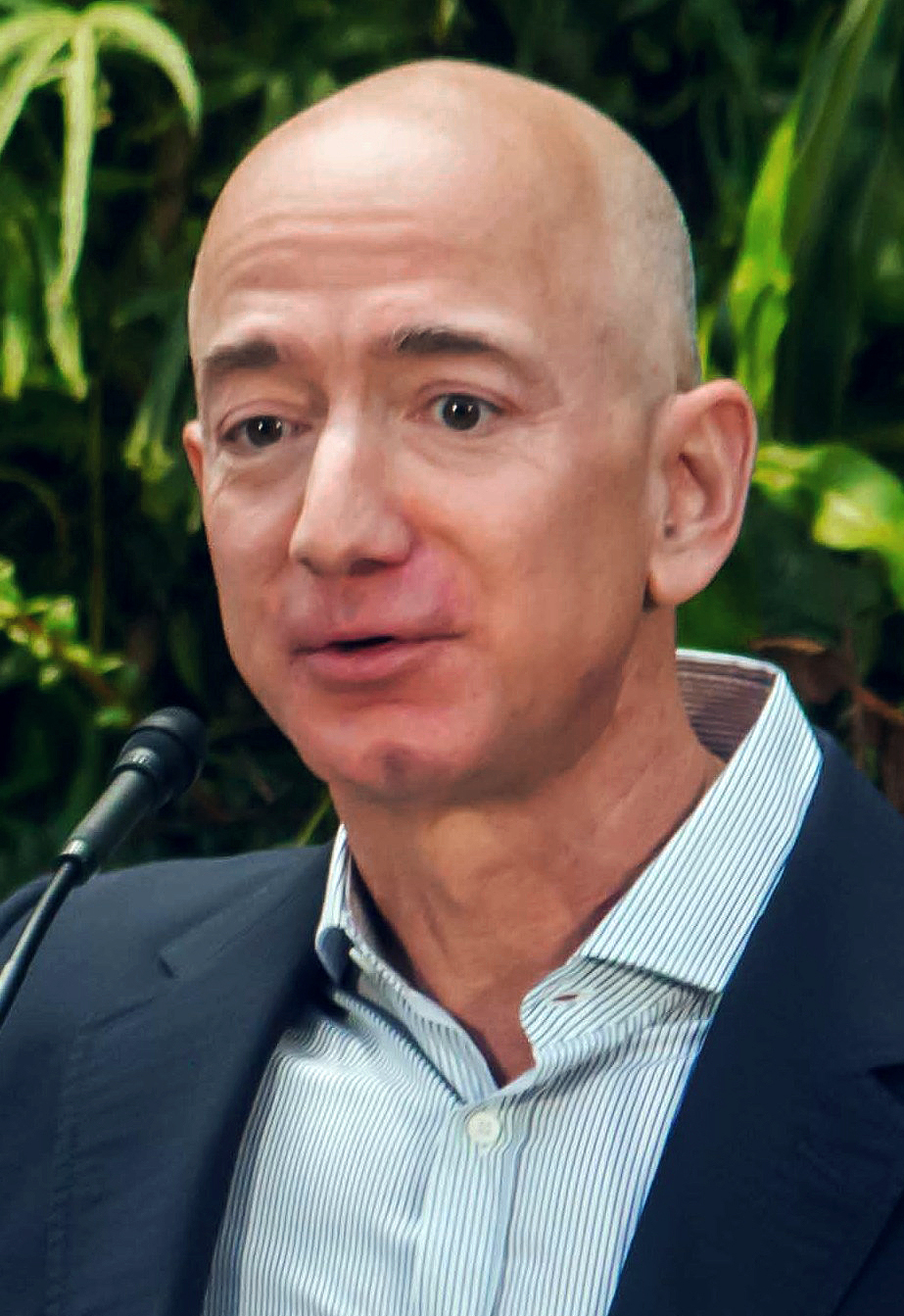
Jeff Bezos 2018, 2017, 2014, 2009, 2008.
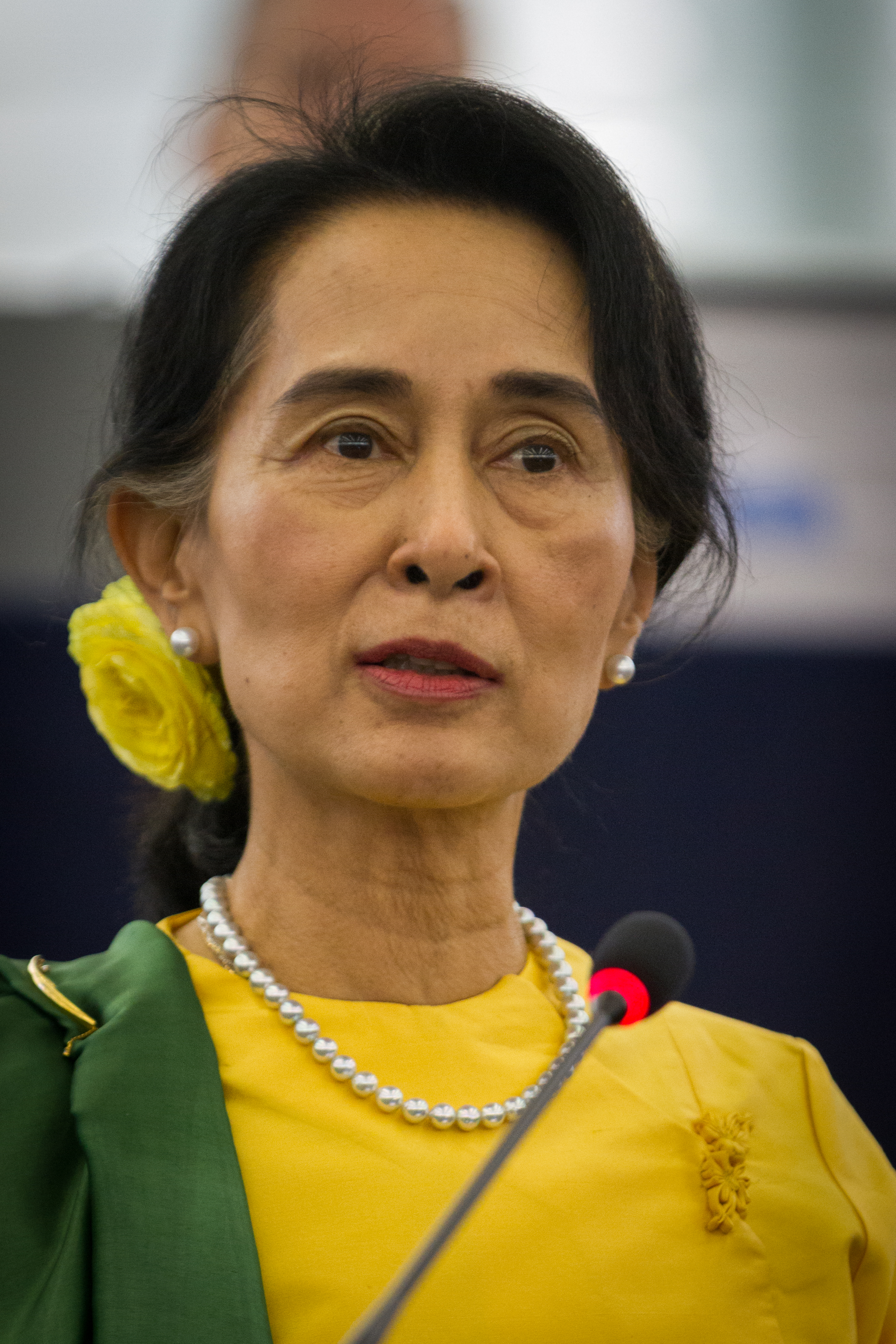
Aung San Suu Kyi 2016, 2013, 2011, 2008, 2004.
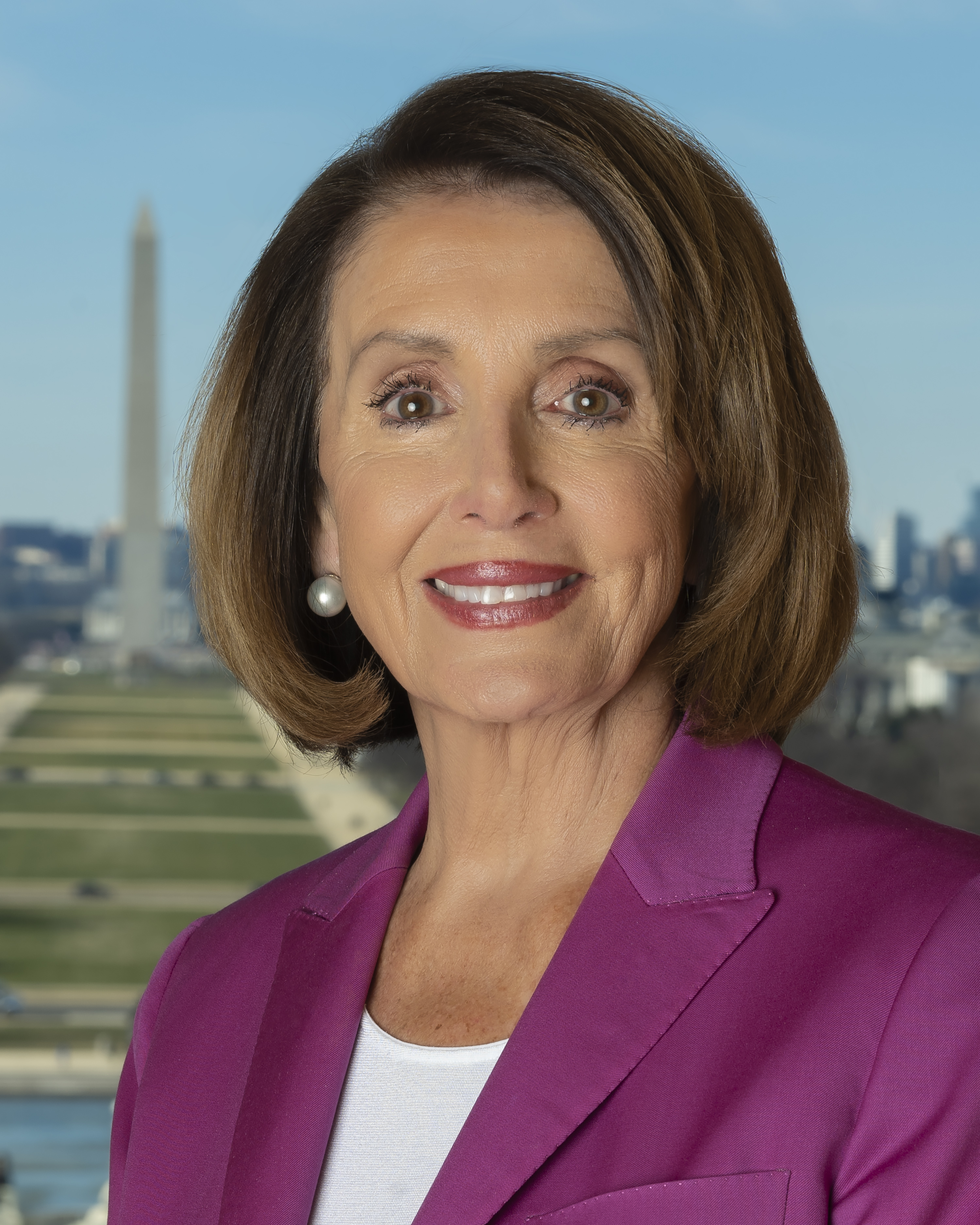
Nancy Pelosi 2020, 2019, 2018, 2010, 2007.
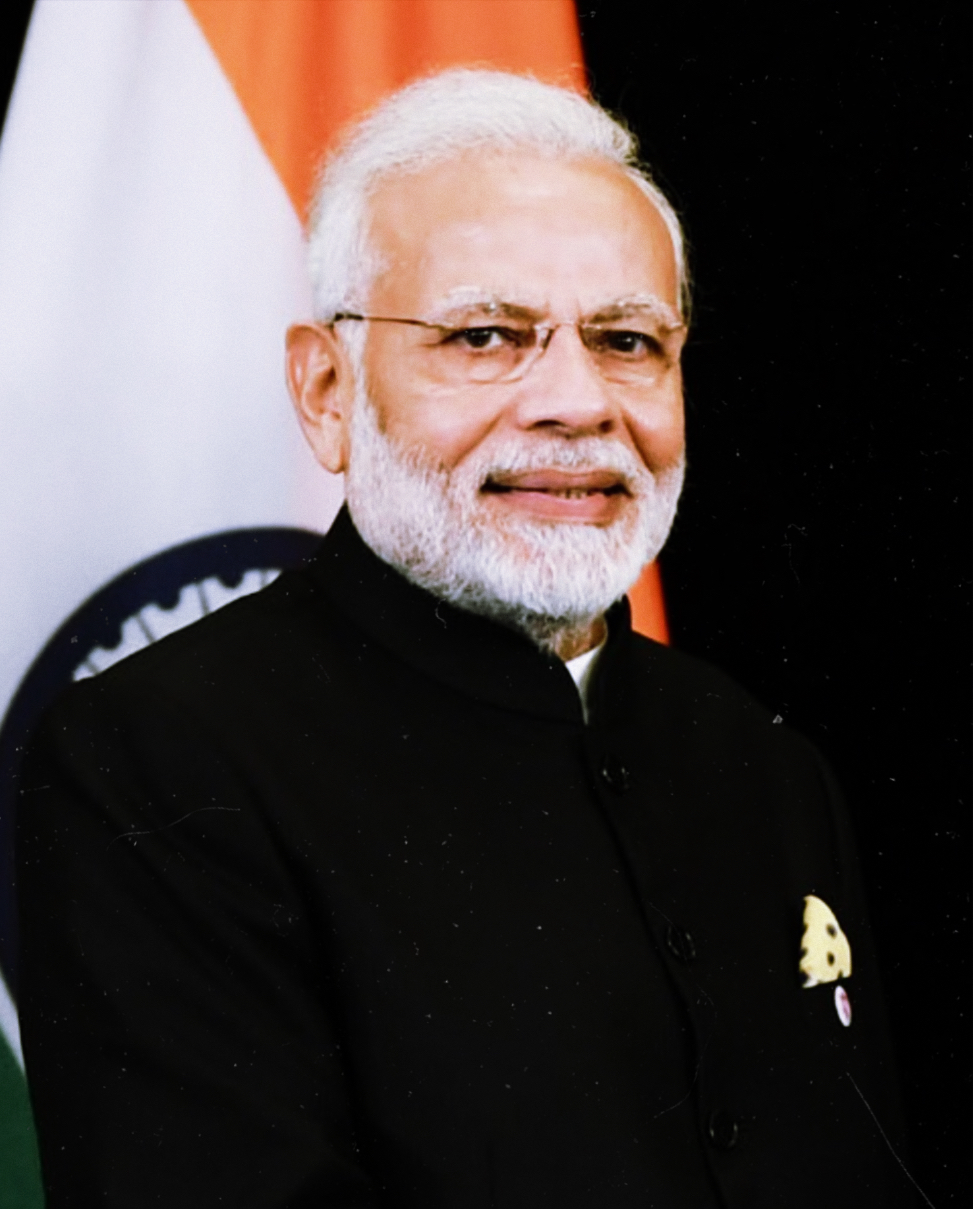
Narendra Modi 2021, 2020, 2017, 2015, 2014.

### Quatre fois

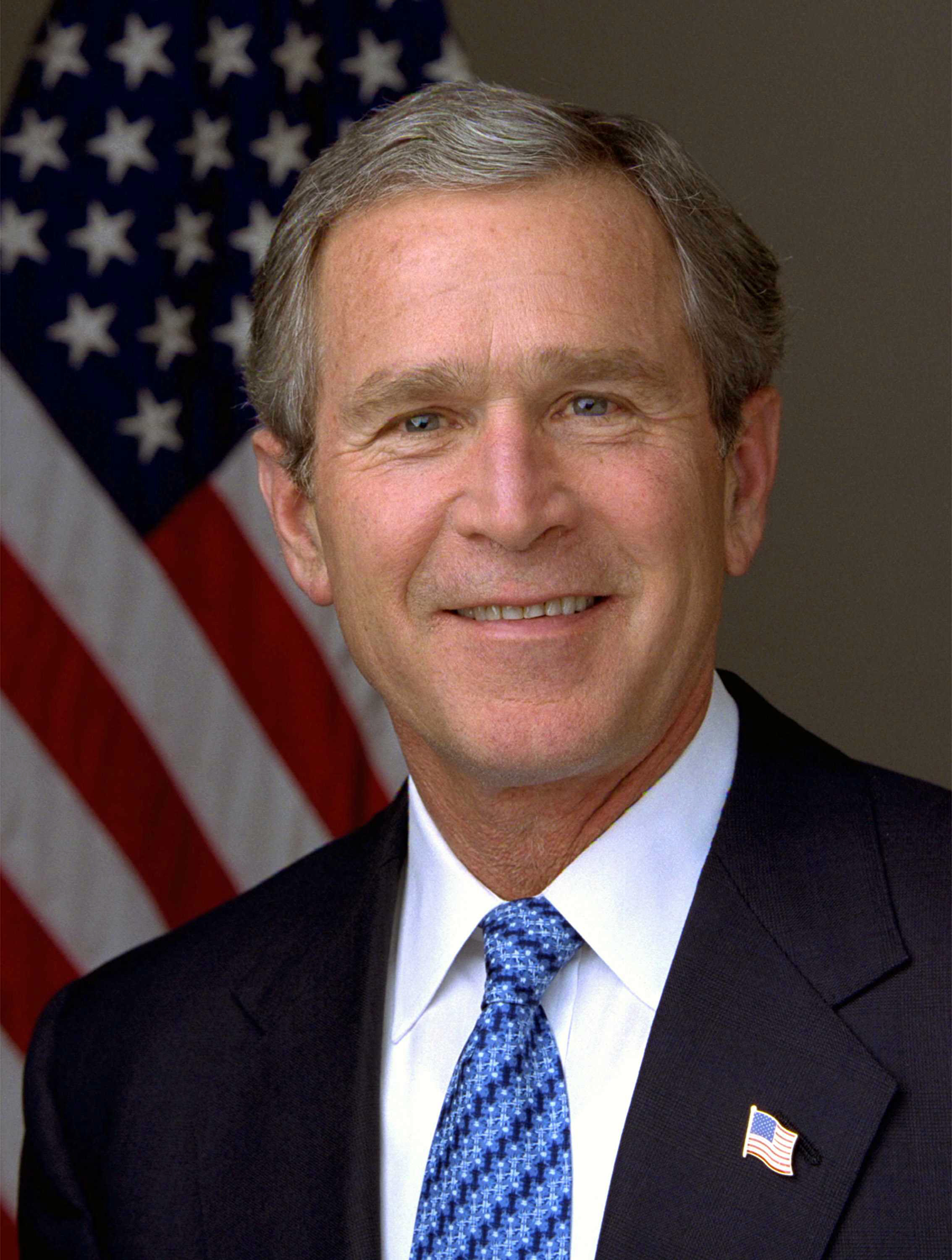
George W. Bush 2008, 2006, 2005, 2004.
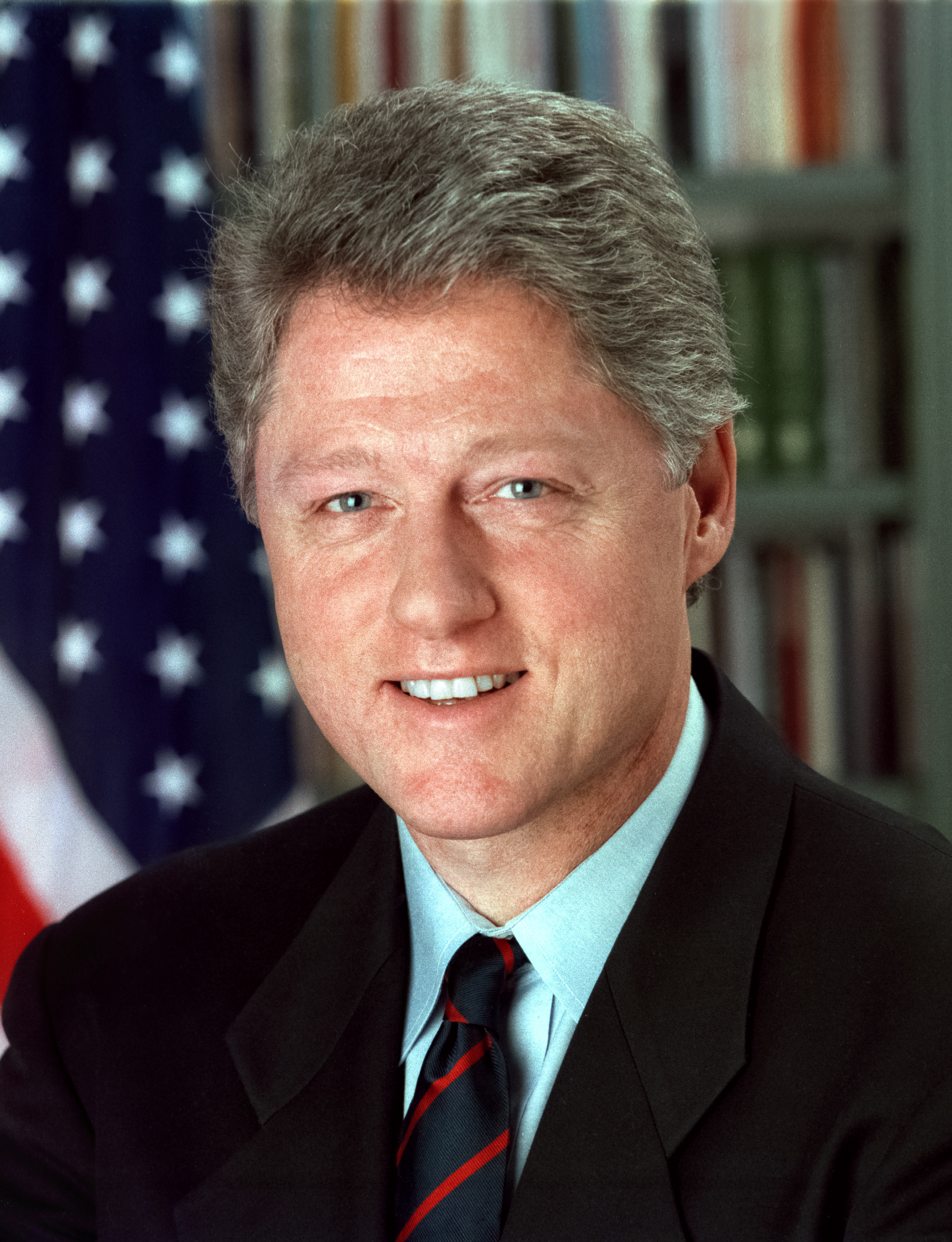
Bill Clinton 2010, 2006, 2005, 2004.
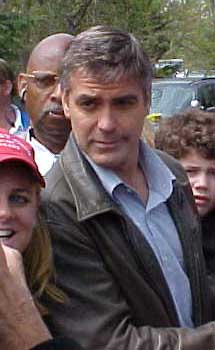
George Clooney 2009, 2008, 2007, 2006.
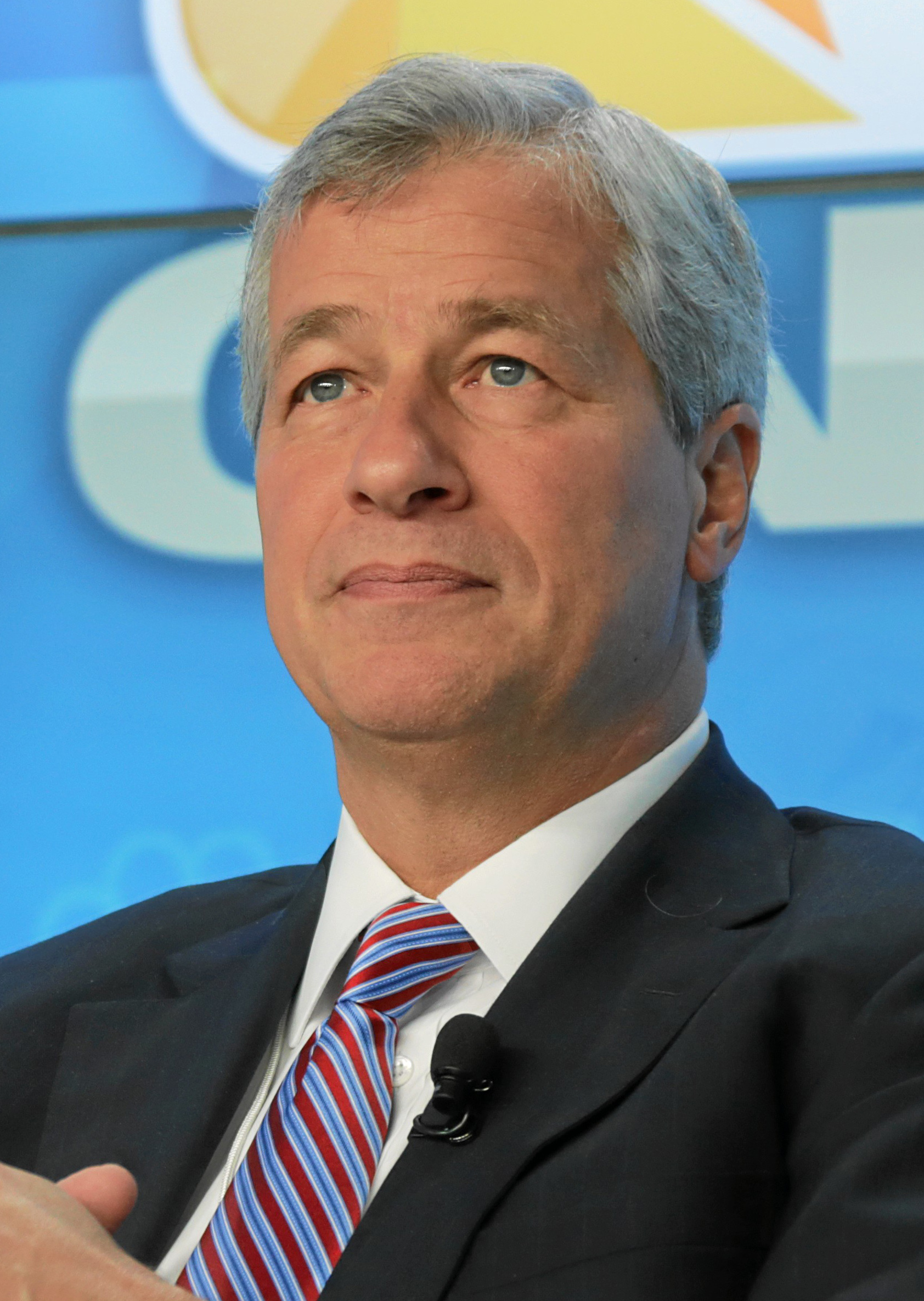
Jamie Dimon 2011, 2009, 2008, 2006.
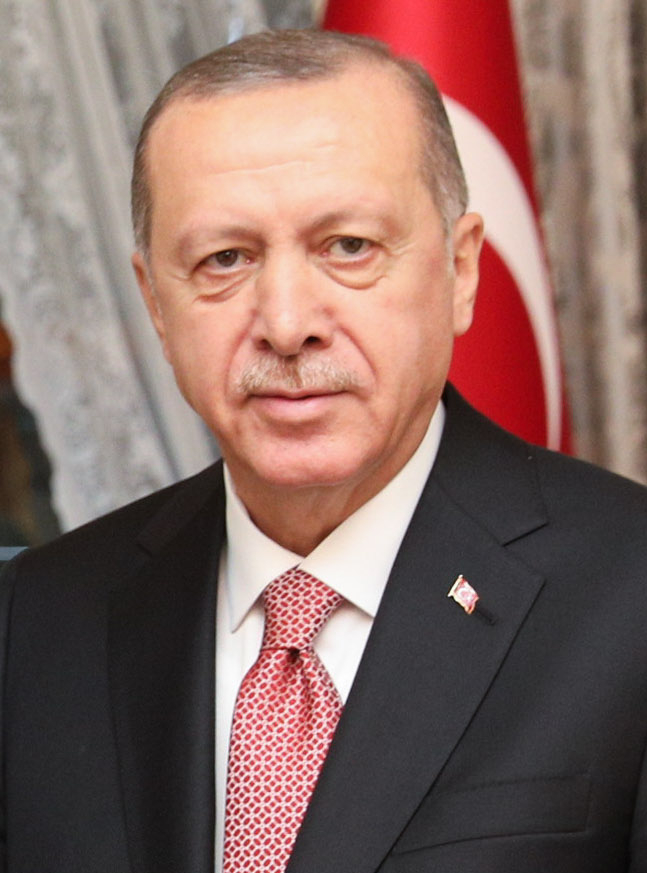
Recep Tayyip Erdoğan 2017, 2016, 2010, 2004.
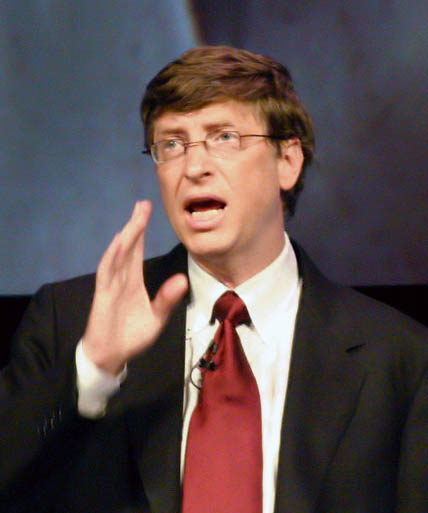
Bill Gates 2006, 2005, 2004 et XXe siècle.
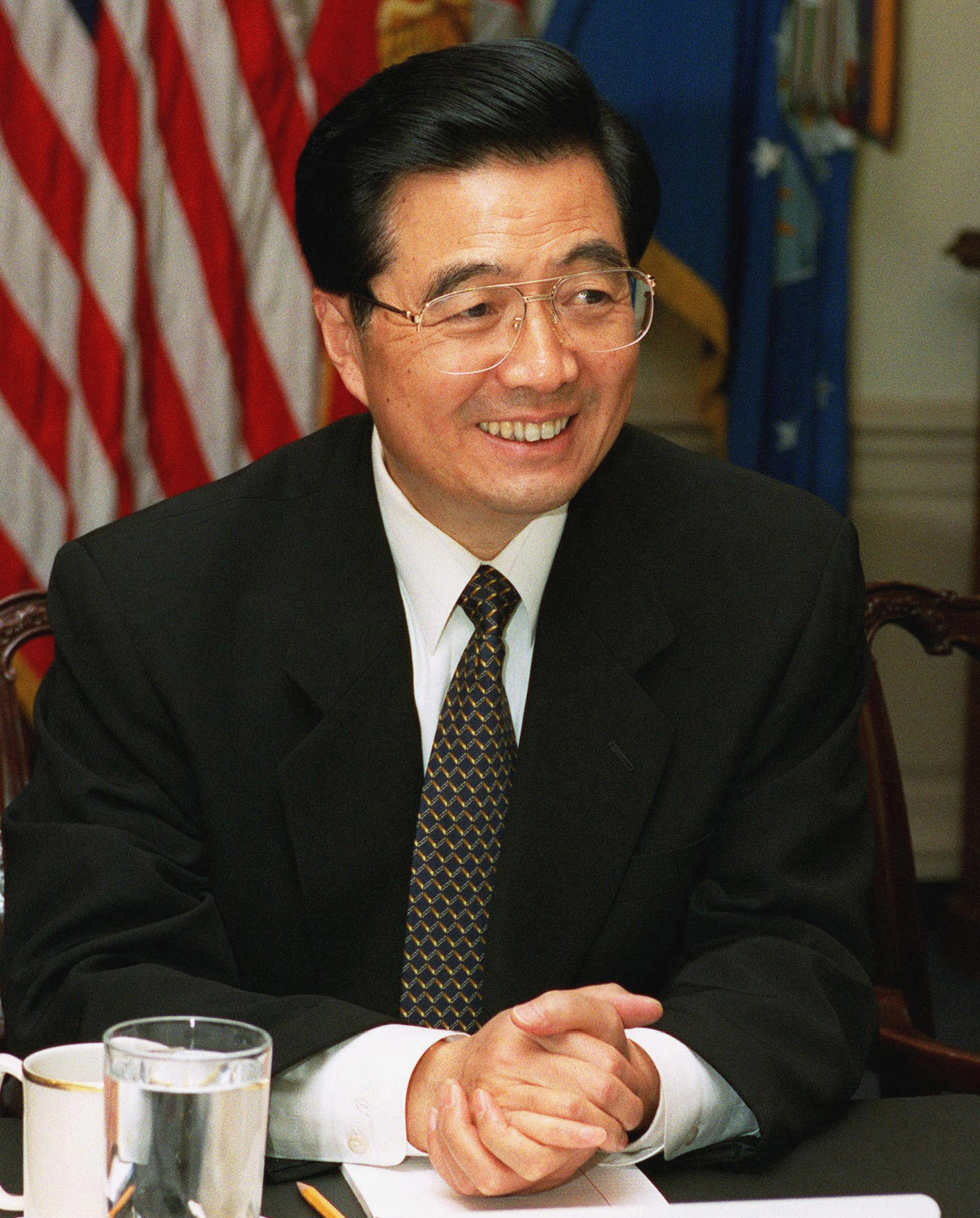
Hu Jintao 2008, 2007, 2005, 2004.
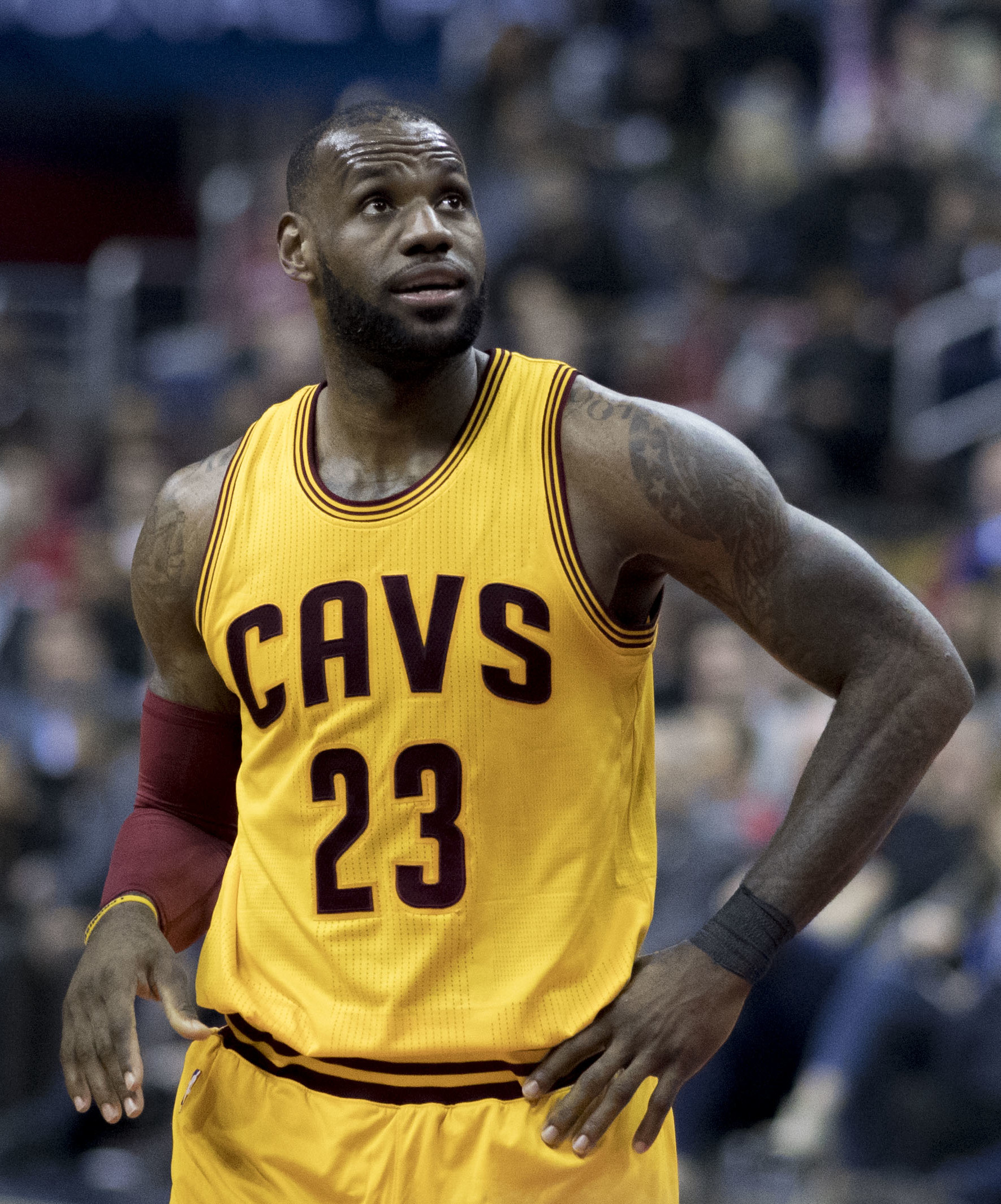
LeBron James 2019, 2017, 2013, 2005.
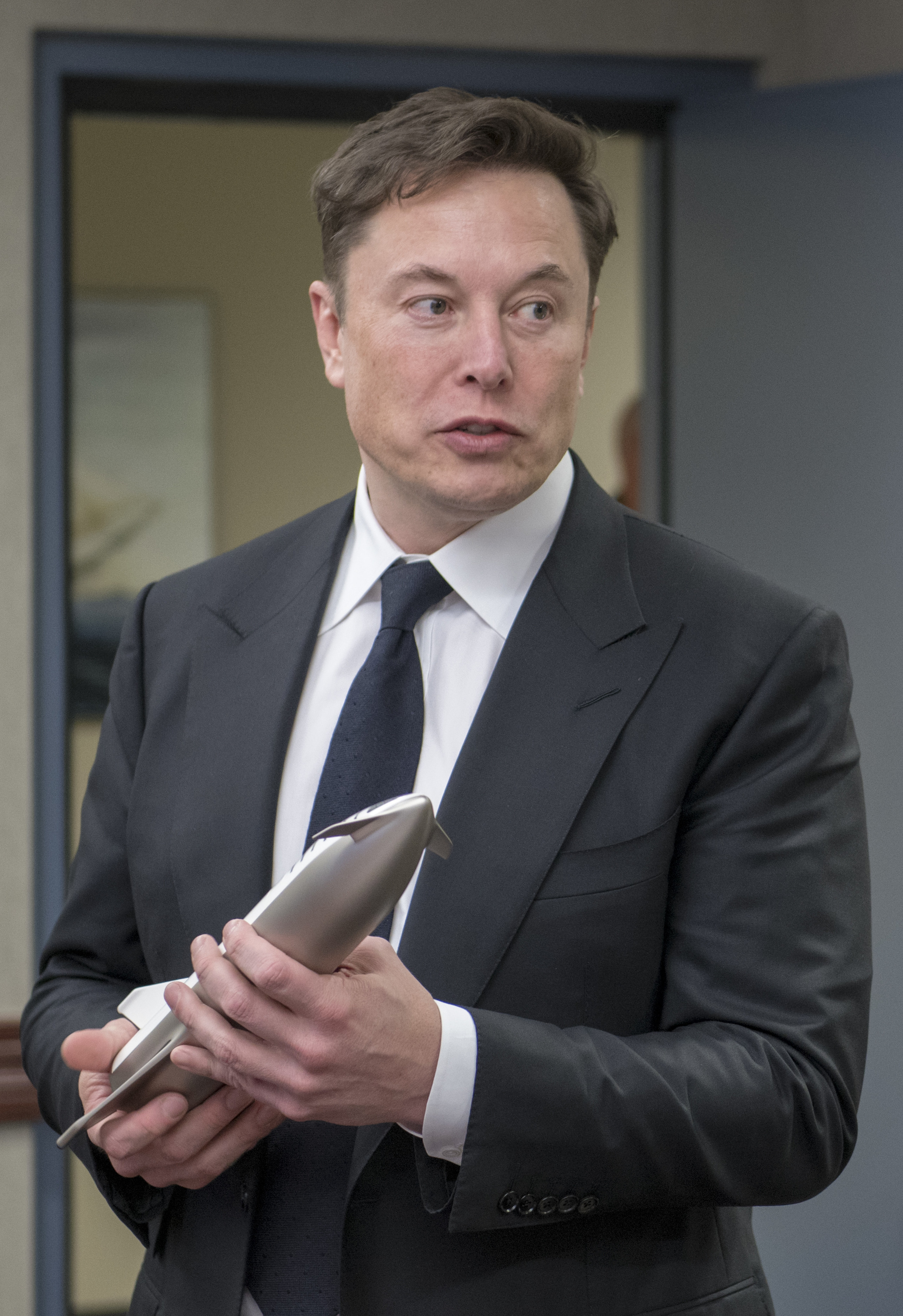
Elon Musk 2021, 2018, 2013, 2010.
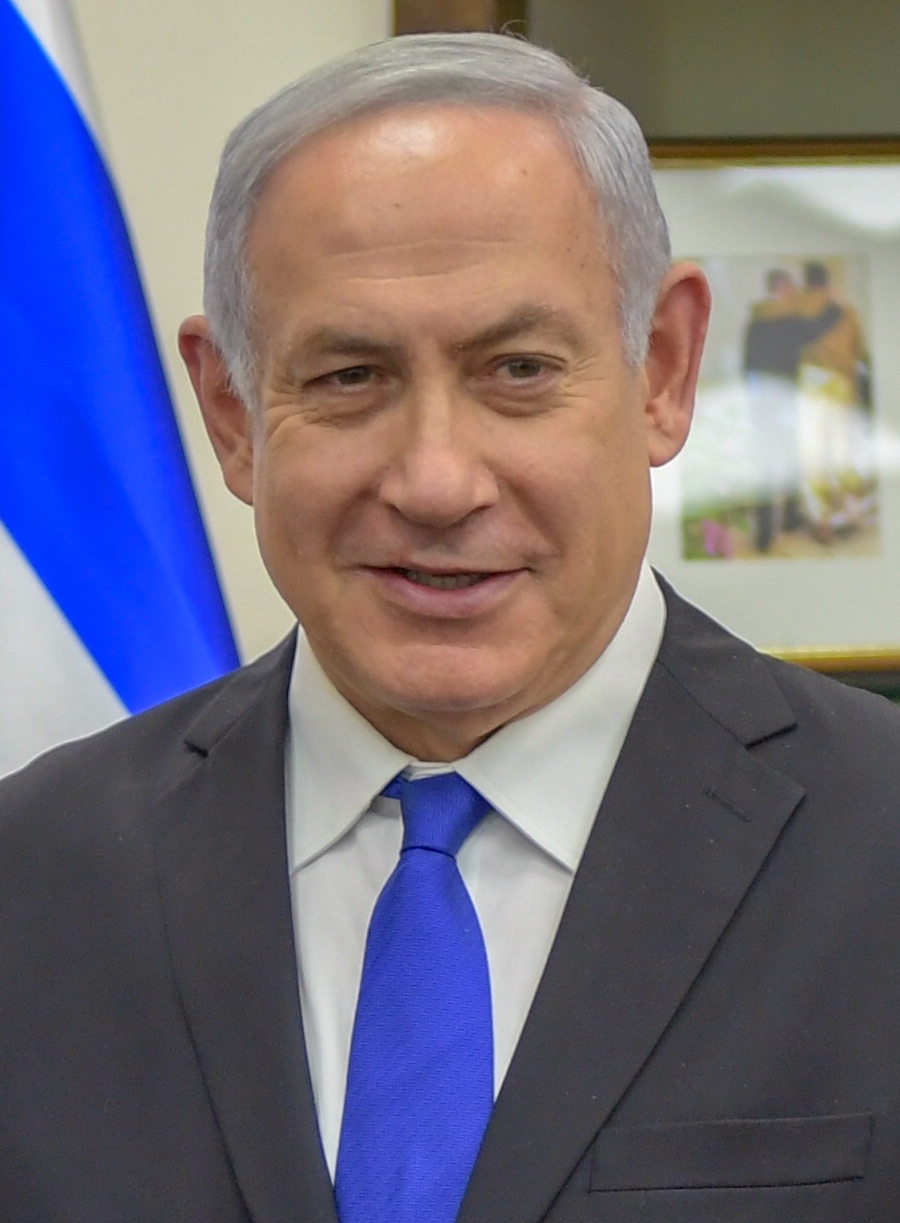
Benjamin Netanyahu 2019, 2015, 2012, 2011.
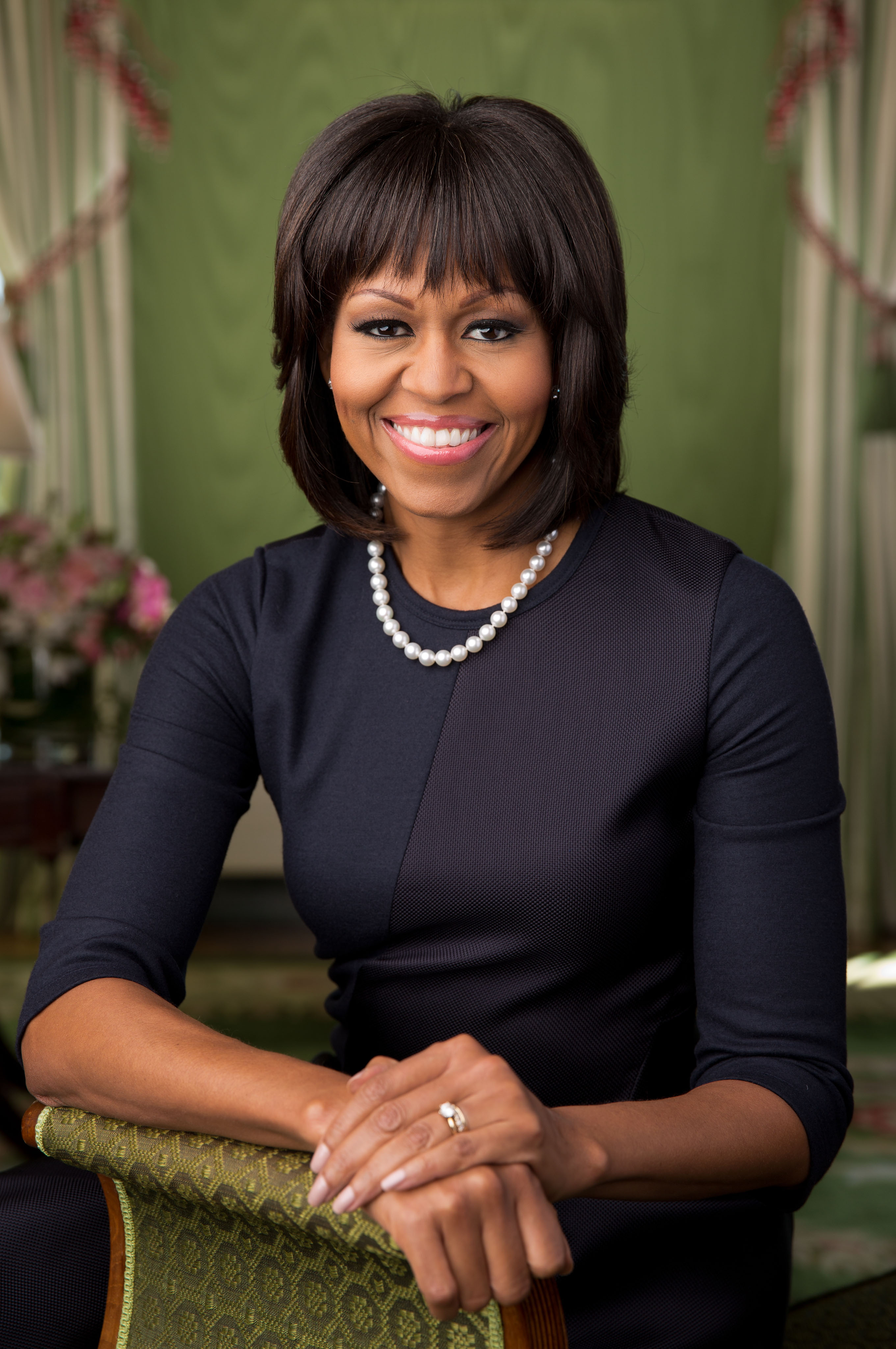
Michelle Obama 2019, 2013, 2011, 2009.
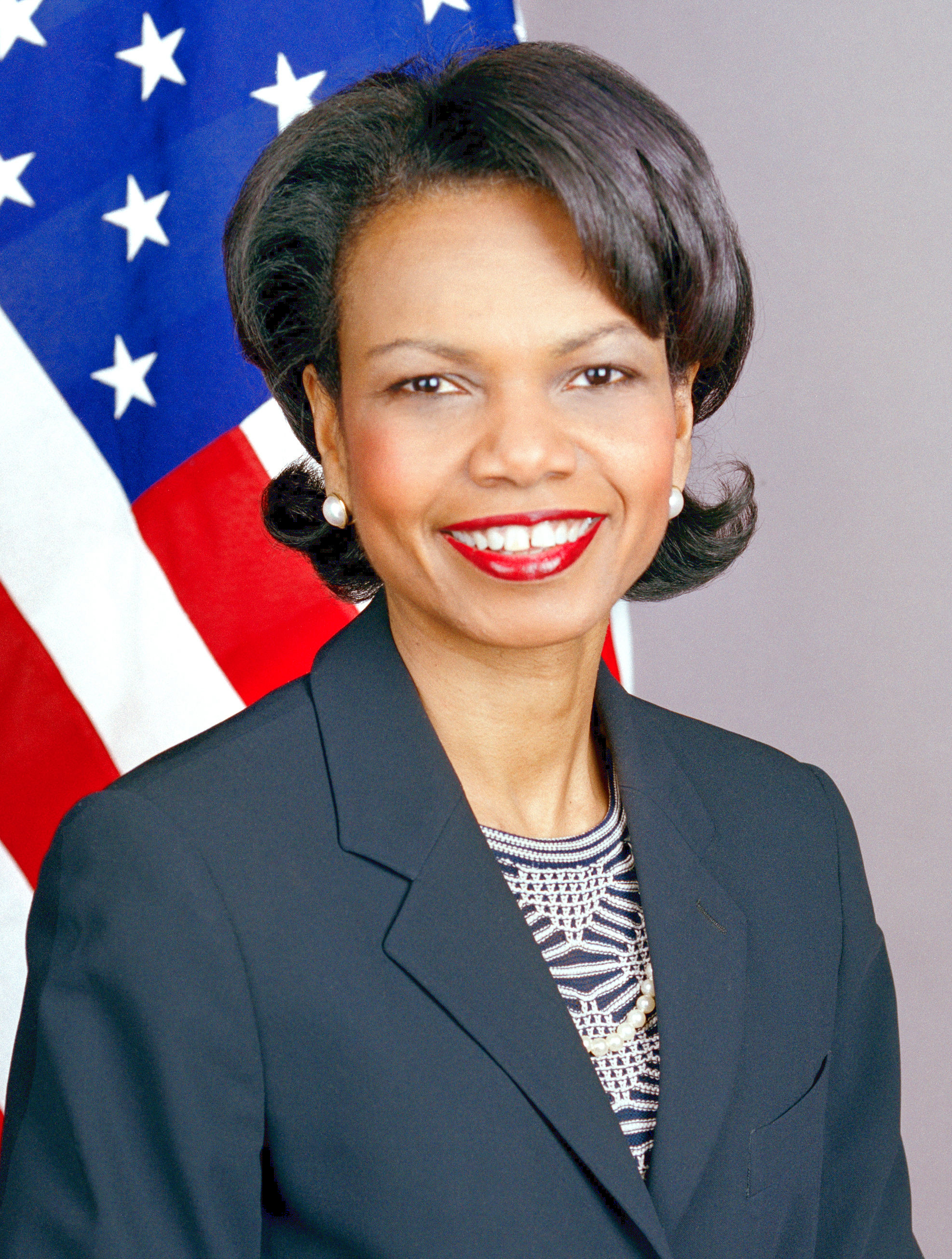
Condoleezza Rice 2007, 2006, 2005, 2004.
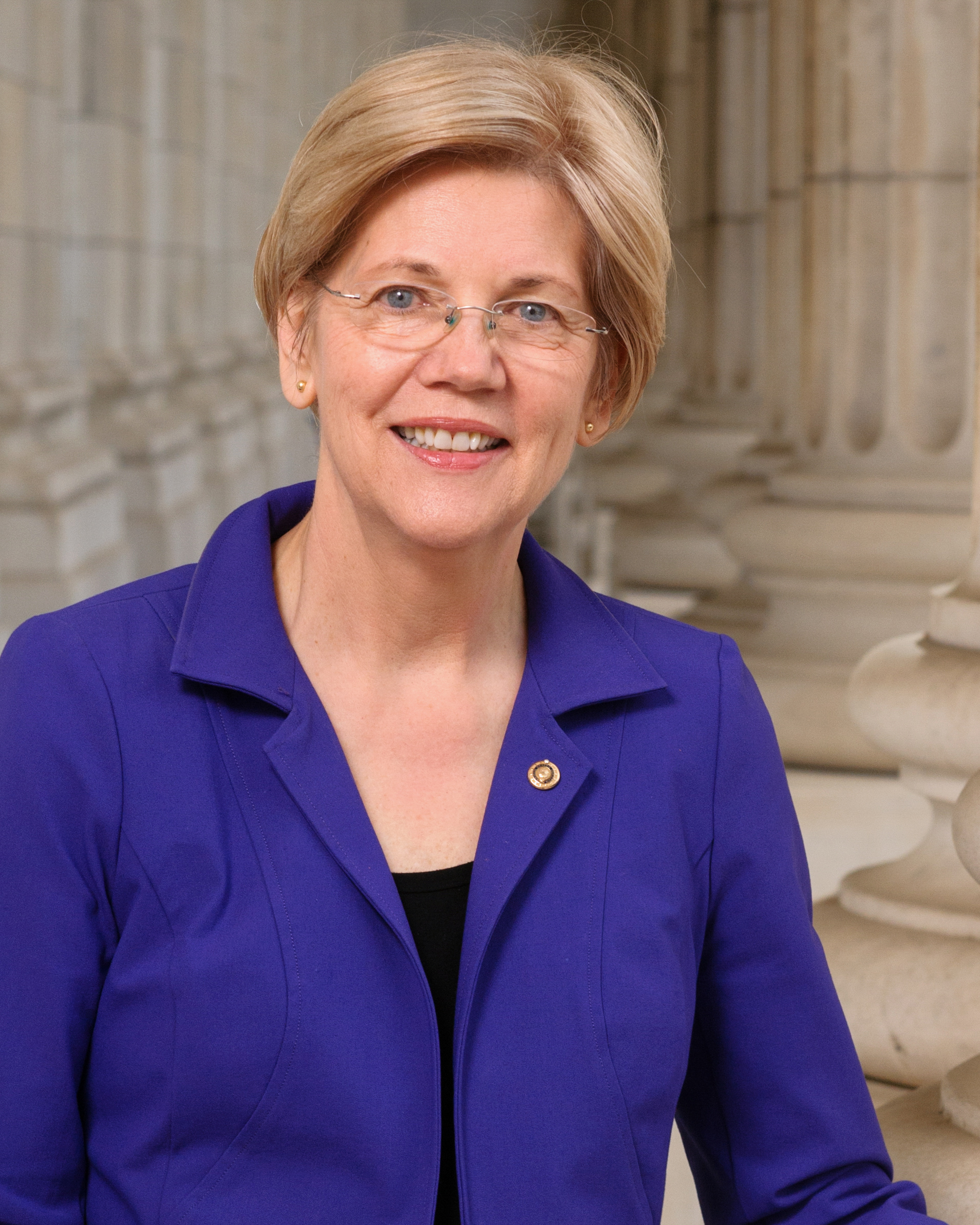
Elizabeth Warren 2017, 2015, 2010, 2009.
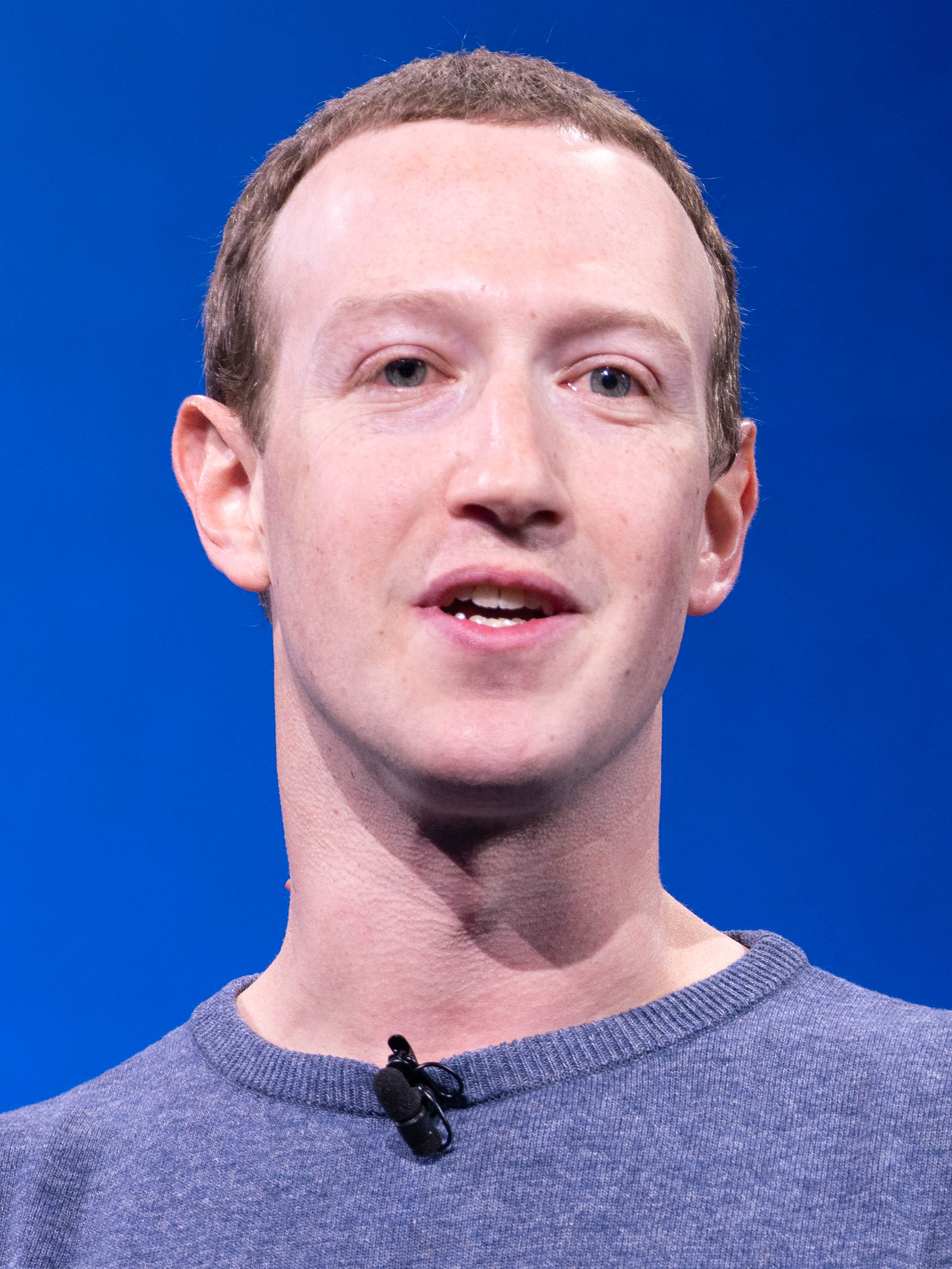
Mark Zuckerberg 2019, 2016, 2011, 2008.

### Trois fois

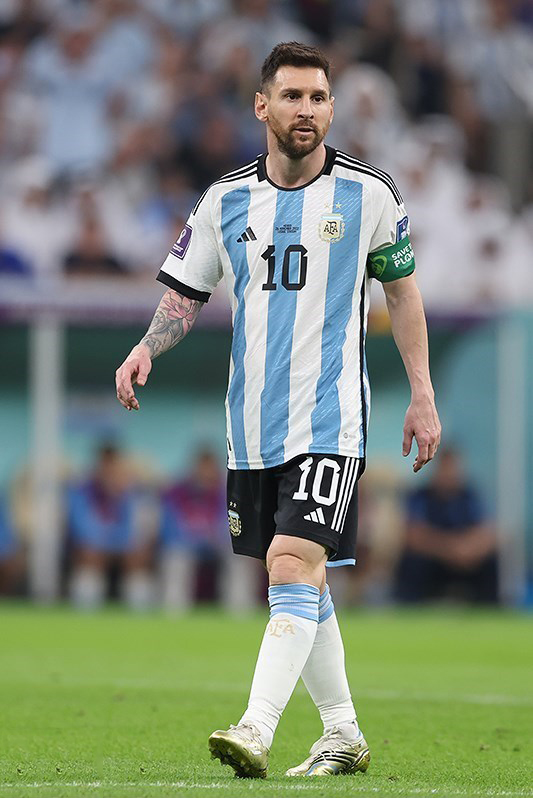
Lionel Messi 2023, 2012, 2011.
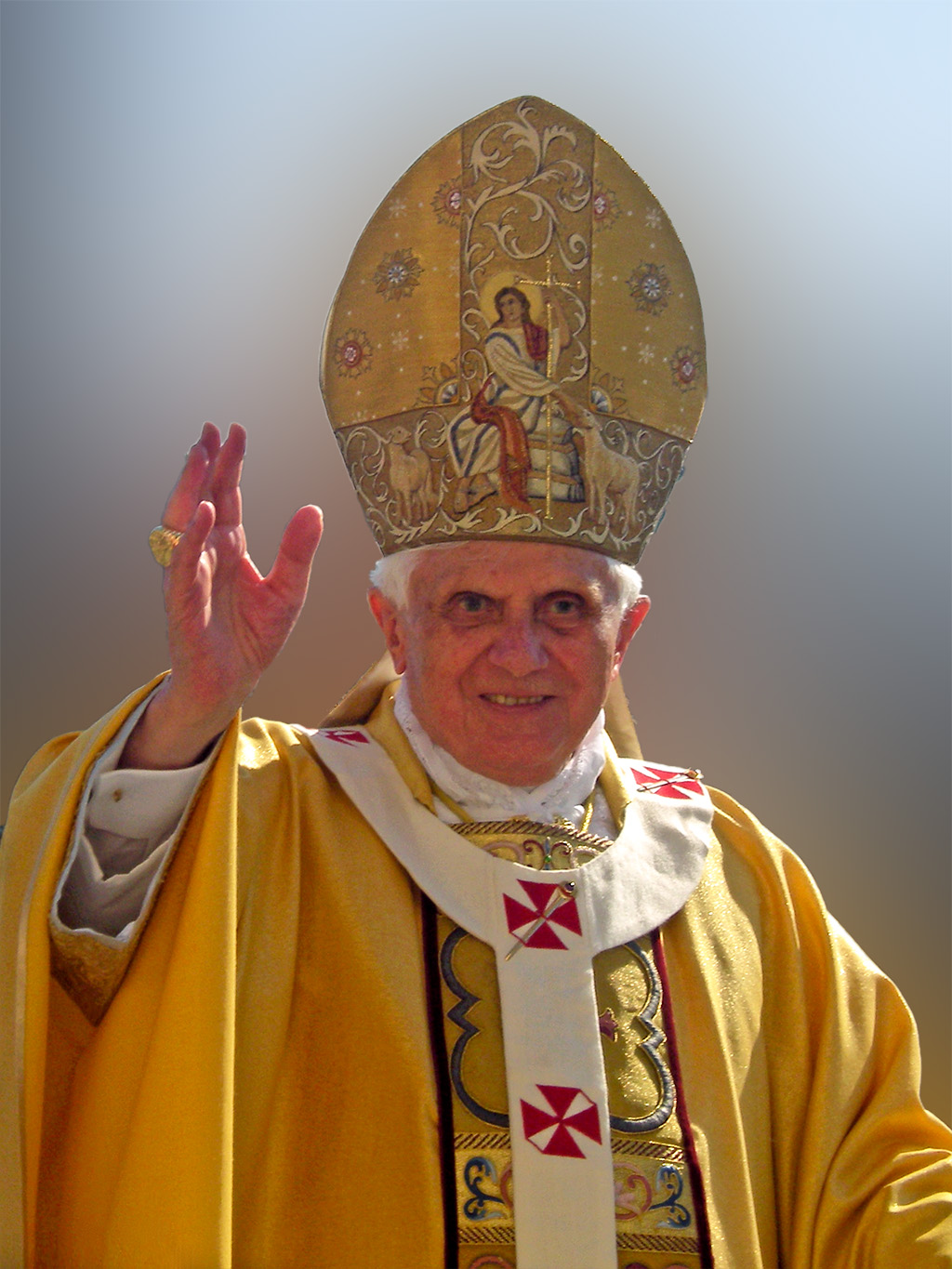
Pape Benoît XVI 2007, 2006, 2005.
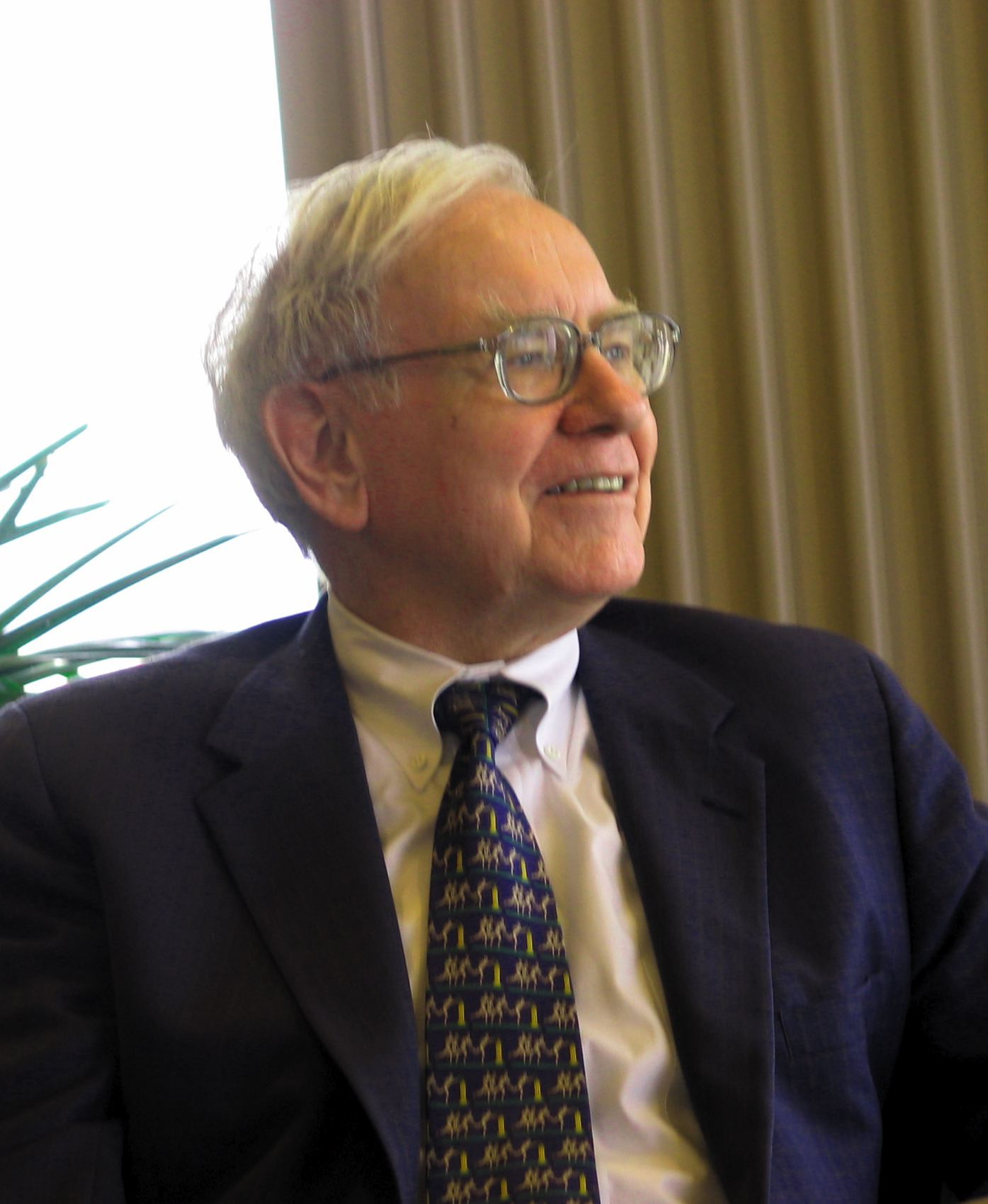
Warren Buffett 2012, 2007, 2004.
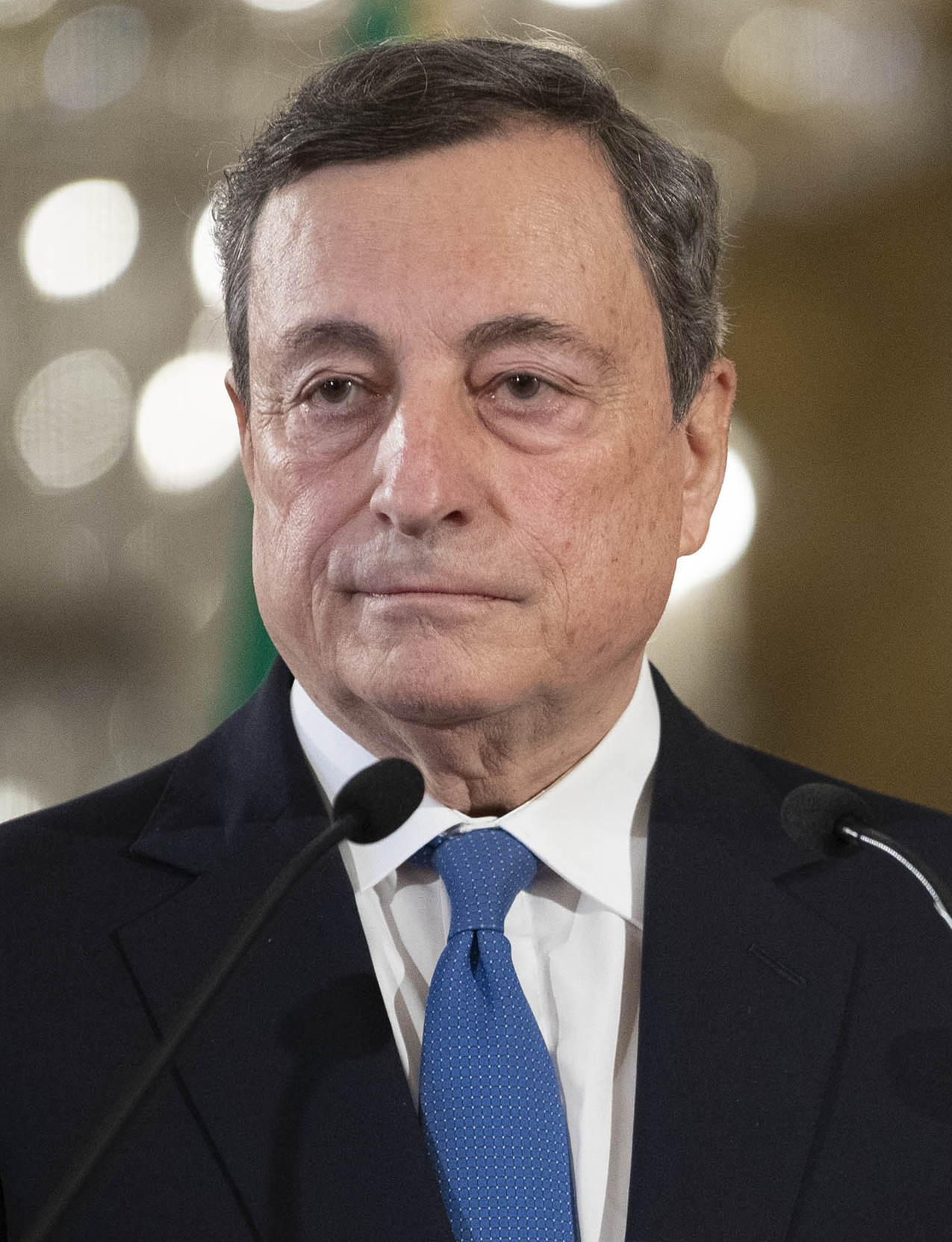
Mario Draghi 2021, 2013, 2012.
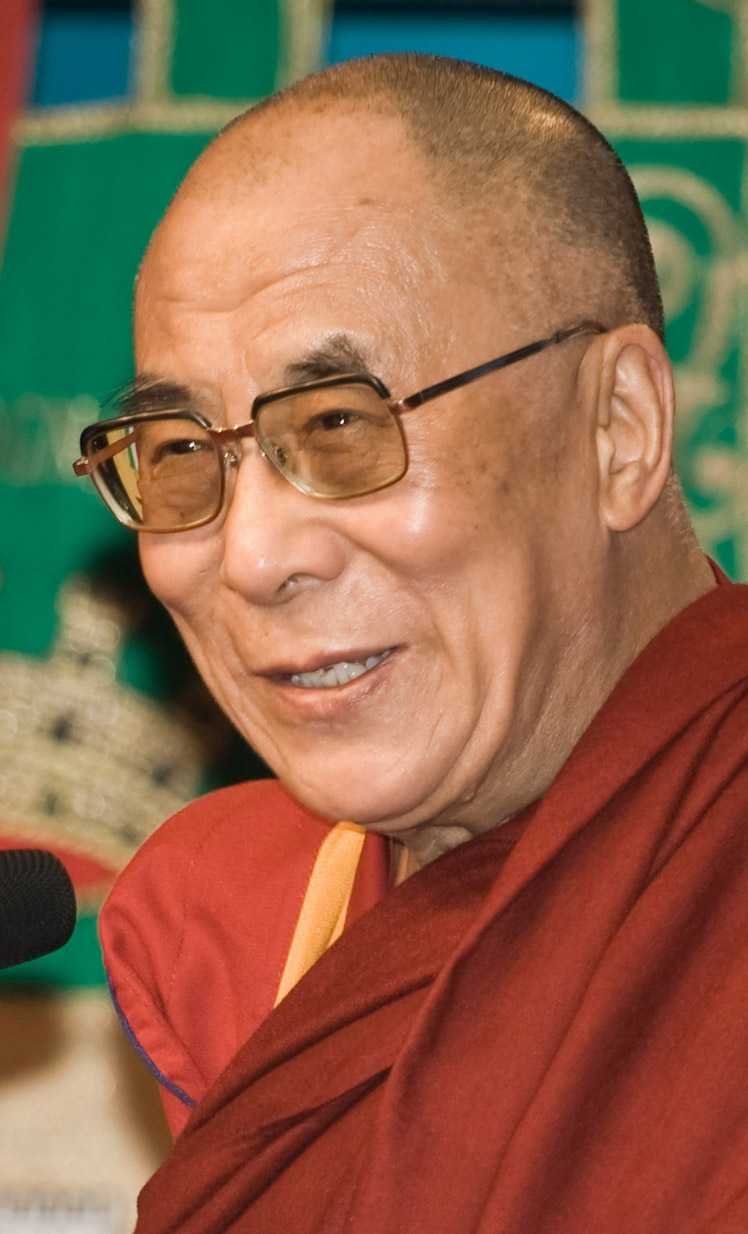
Le Dalaï-lama, Tenzin Gyatso 2008, 2005, 2004.
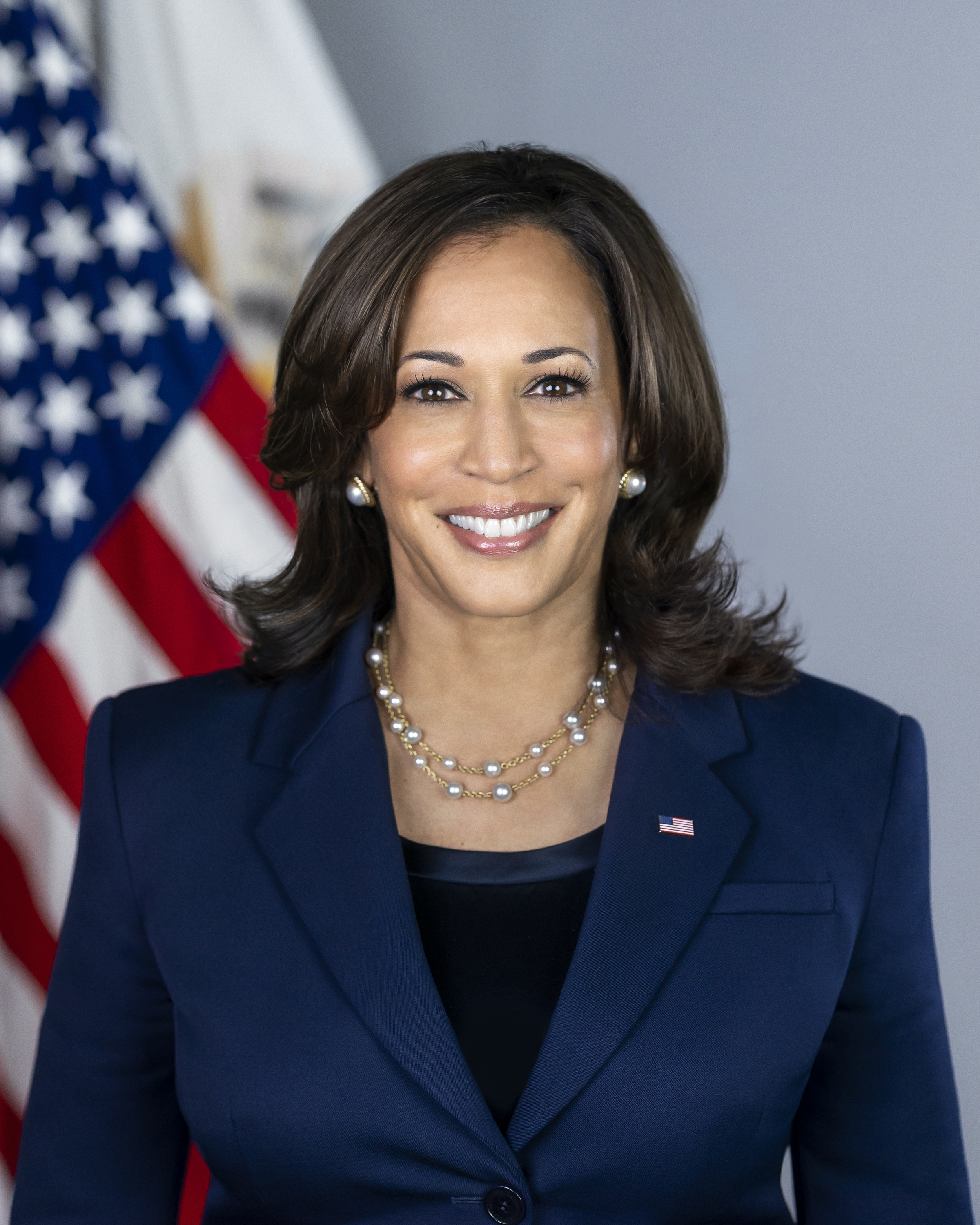
Kamala Harris 2021, 2020, 2013.
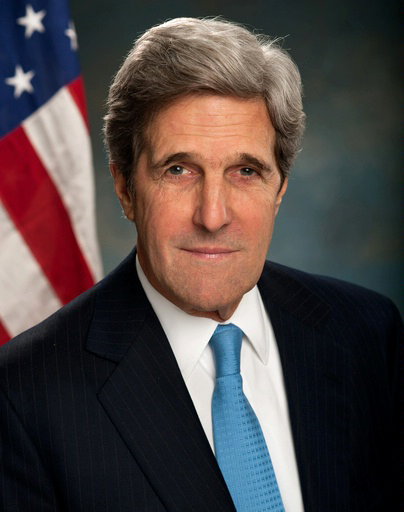
John Kerry 2016, 2014, 2004.
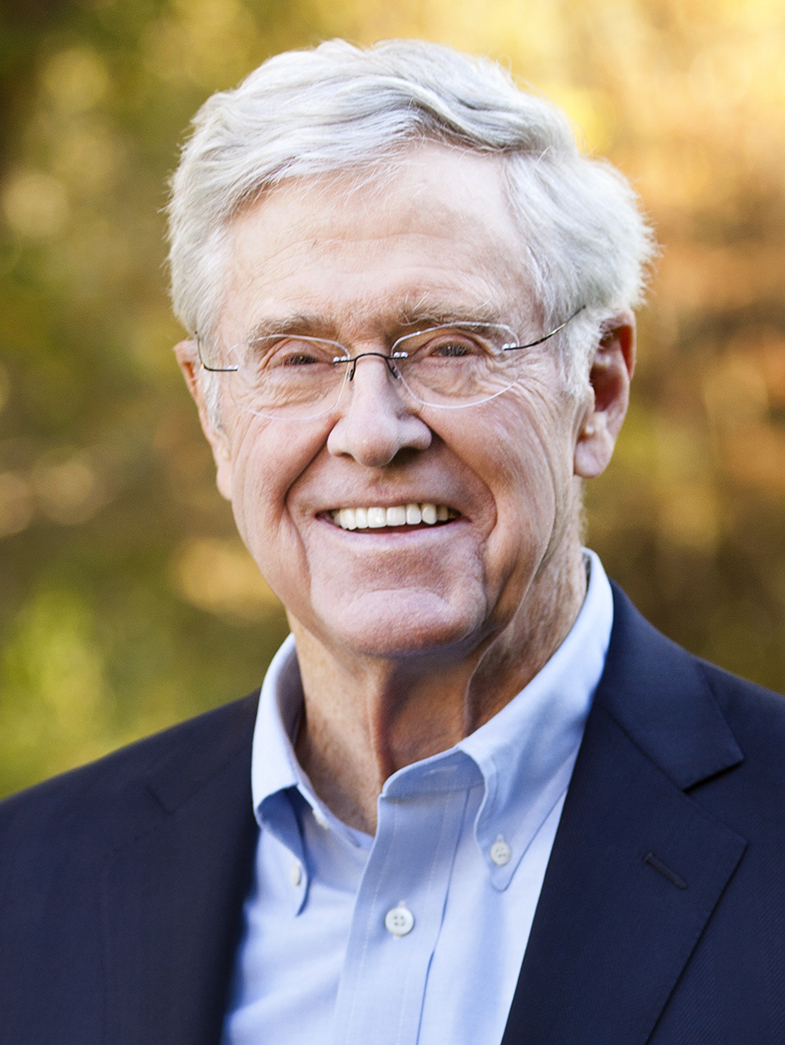
Charles Koch 2015, 2014, 2011.
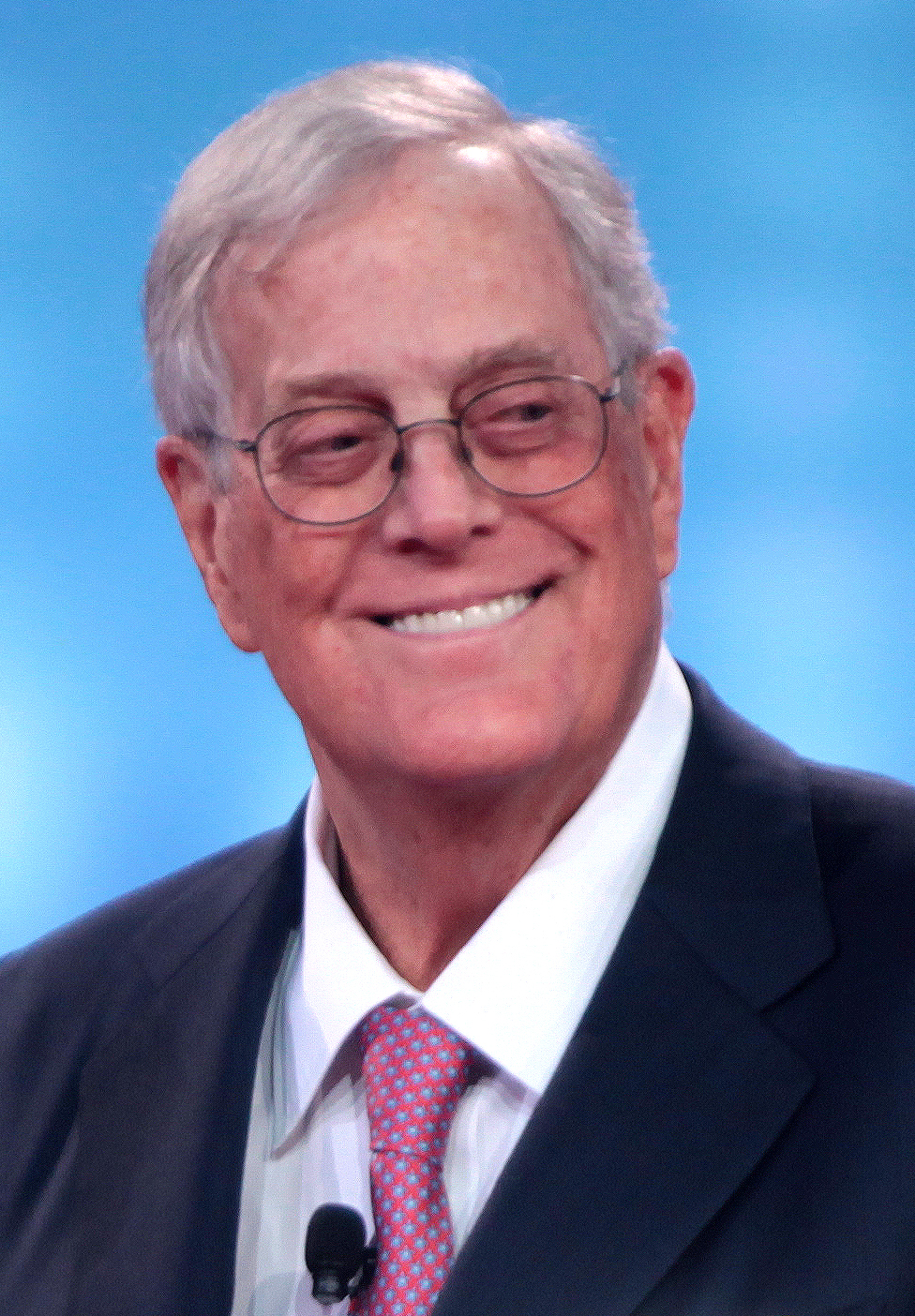
David Koch 2015, 2014, 2011.
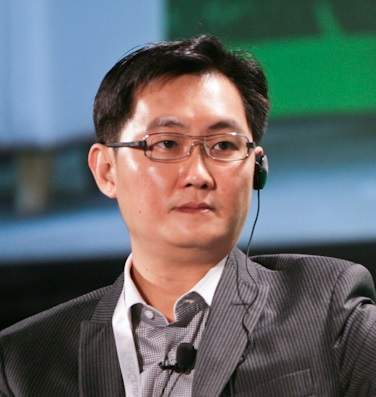
Ma Huateng 2018, 2014, 2007.
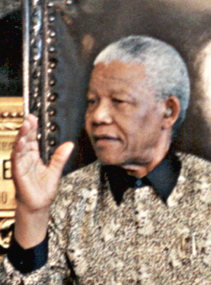
Nelson Mandela 2005, 2004 et XXe siècle.
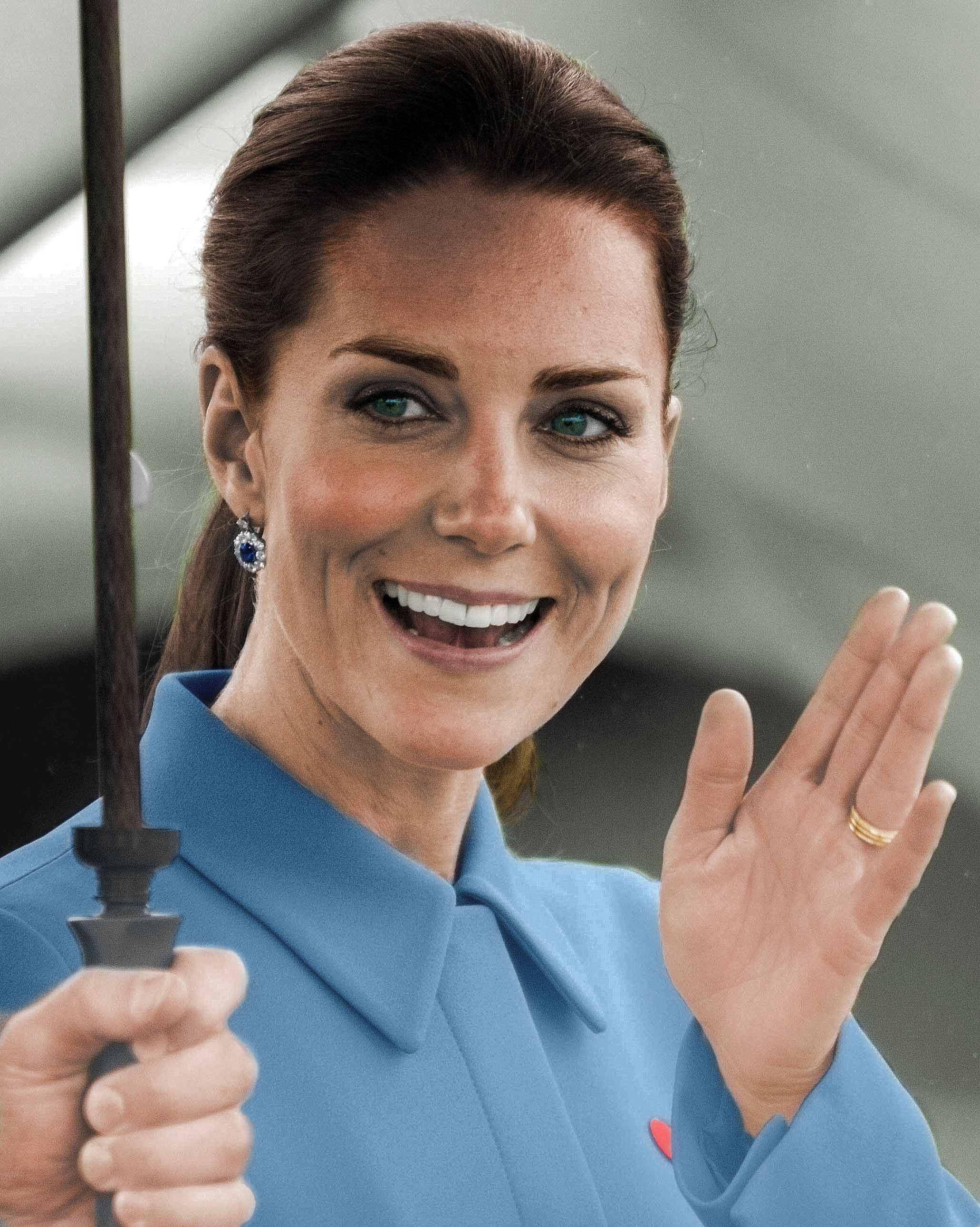
Catherine Middleton 2013, 2012, 2011.
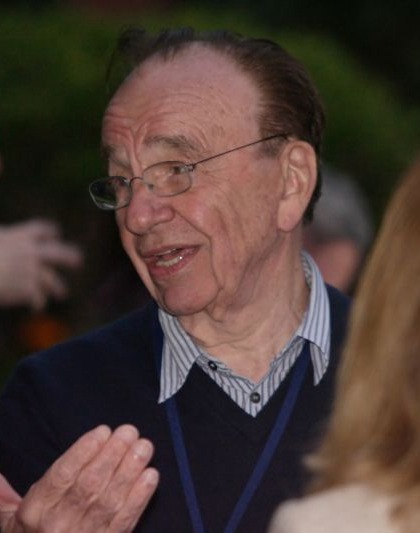
Rupert Murdoch 2008, 2005, 2004.
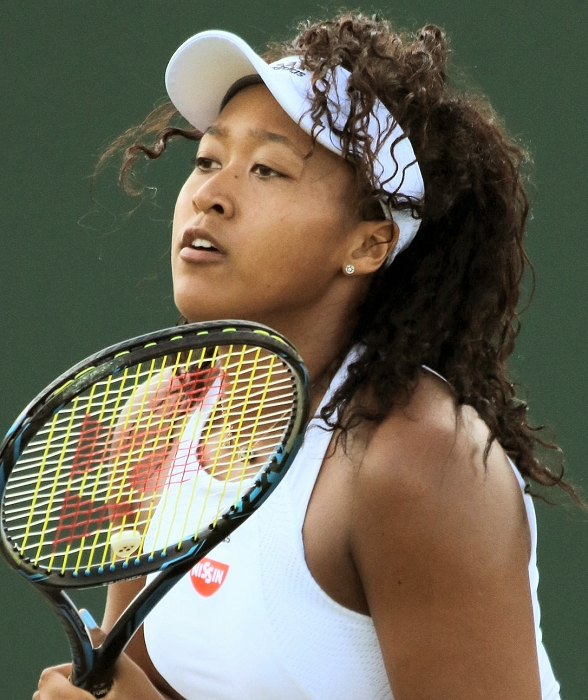
Naomi Osaka 2021, 2020, 2019.
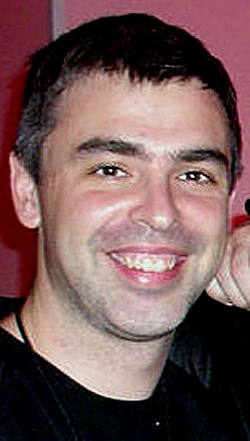
Larry Page 2011, 2005, 2004.
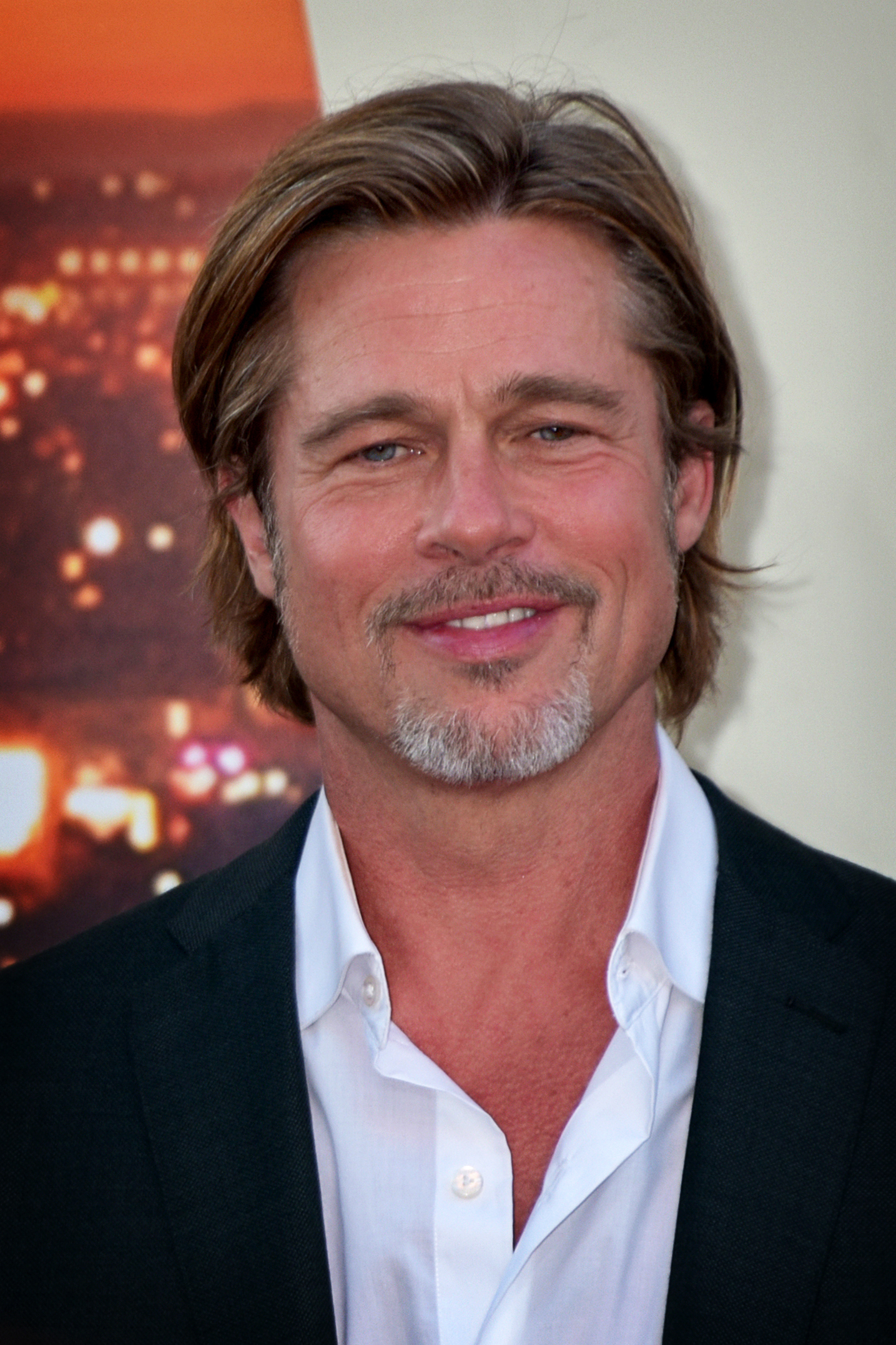
Brad Pitt 2009, 2008, 2007.
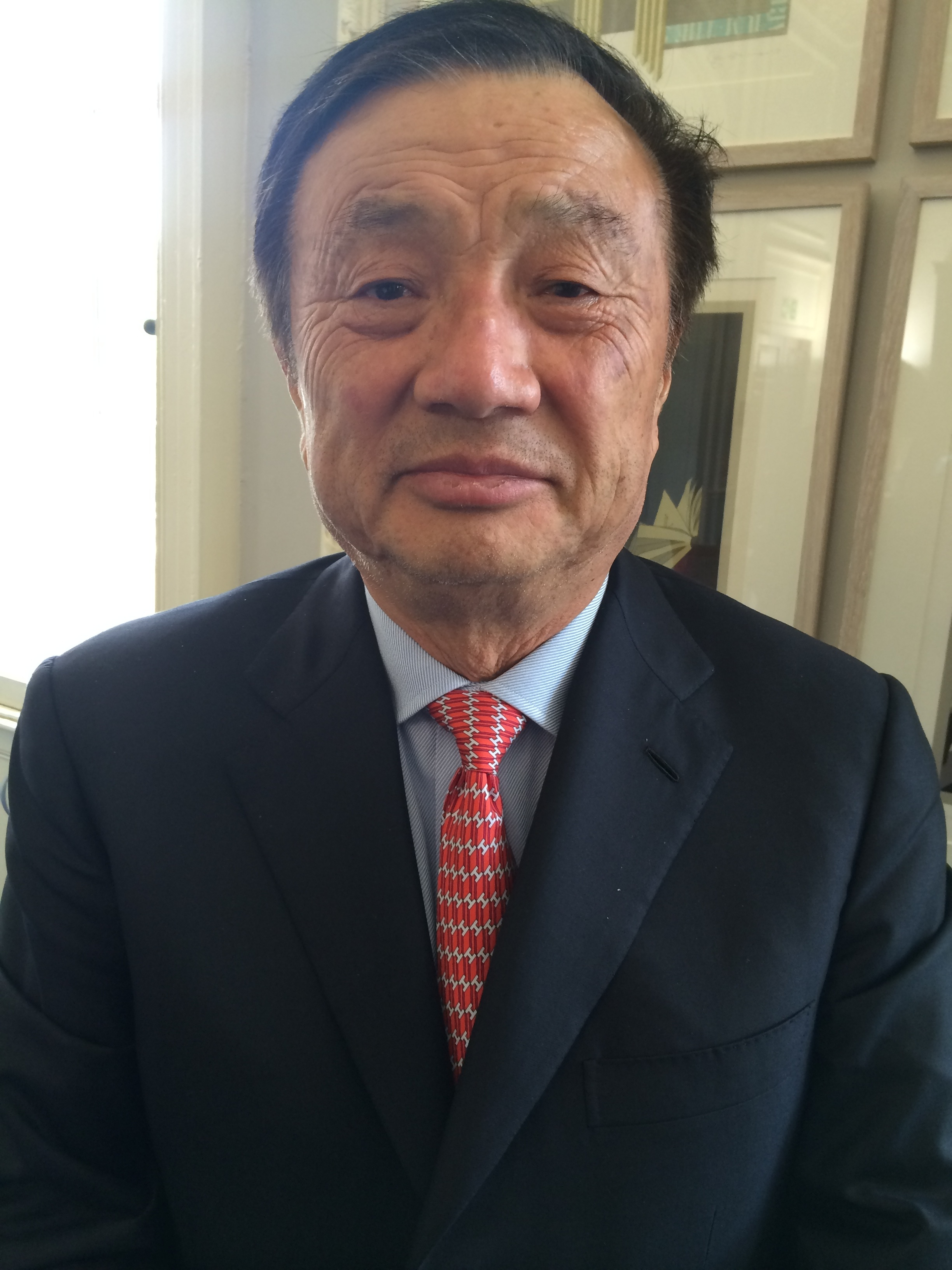
Ren Zhengfei 2019, 2013, 2005.
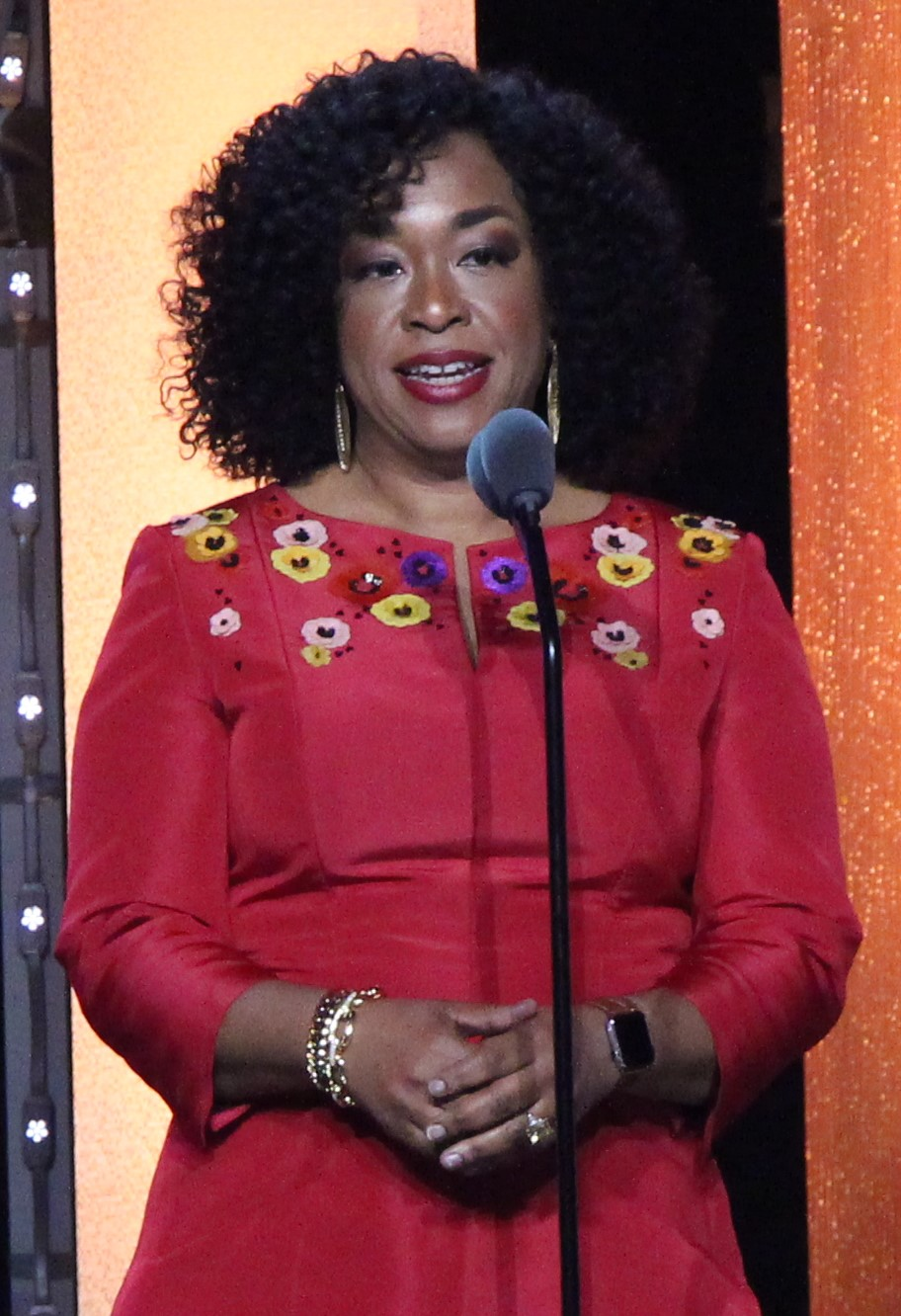
Shonda Rhimes 2021, 2013, 2007.
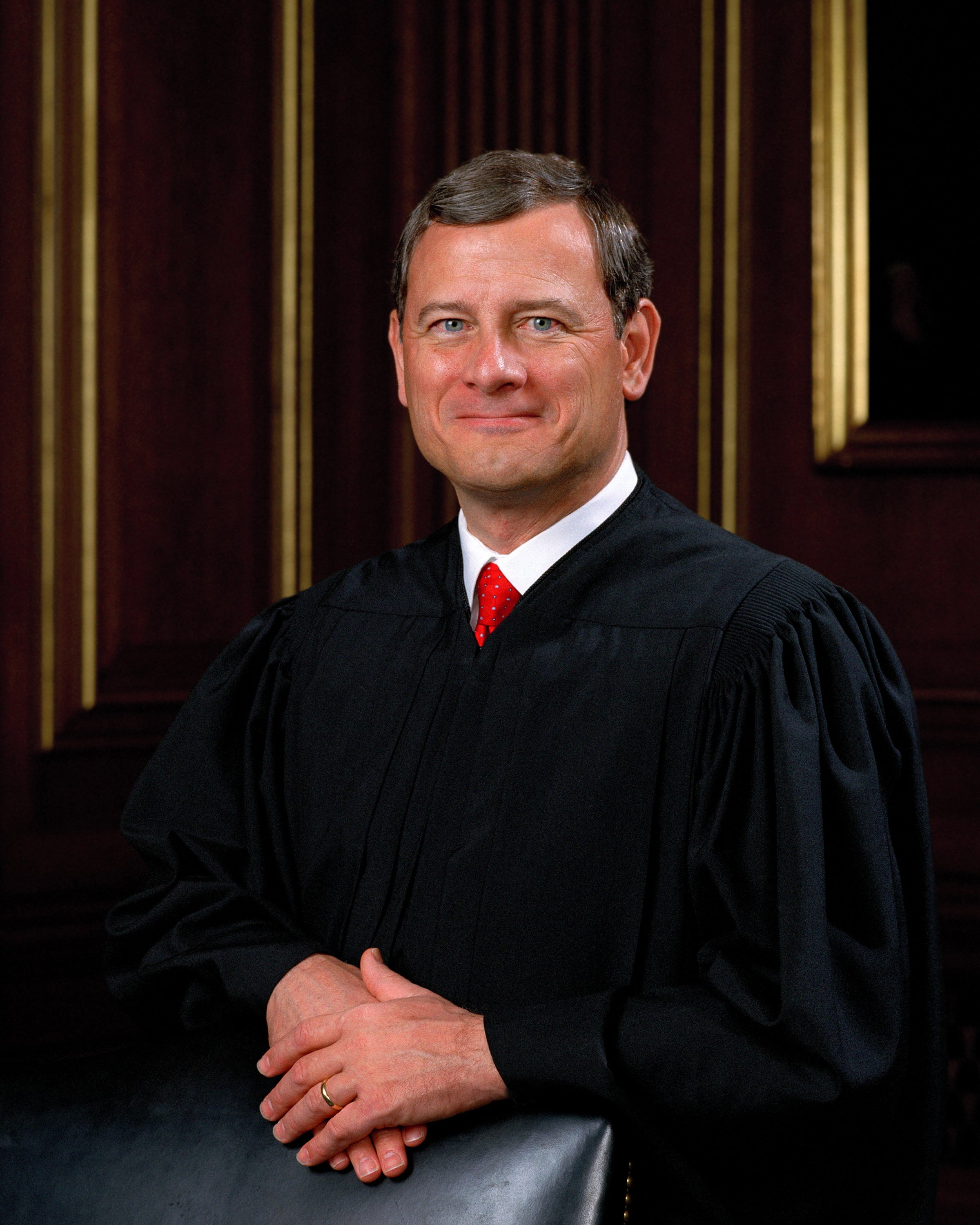
John Roberts 2020, 2007, 2006.
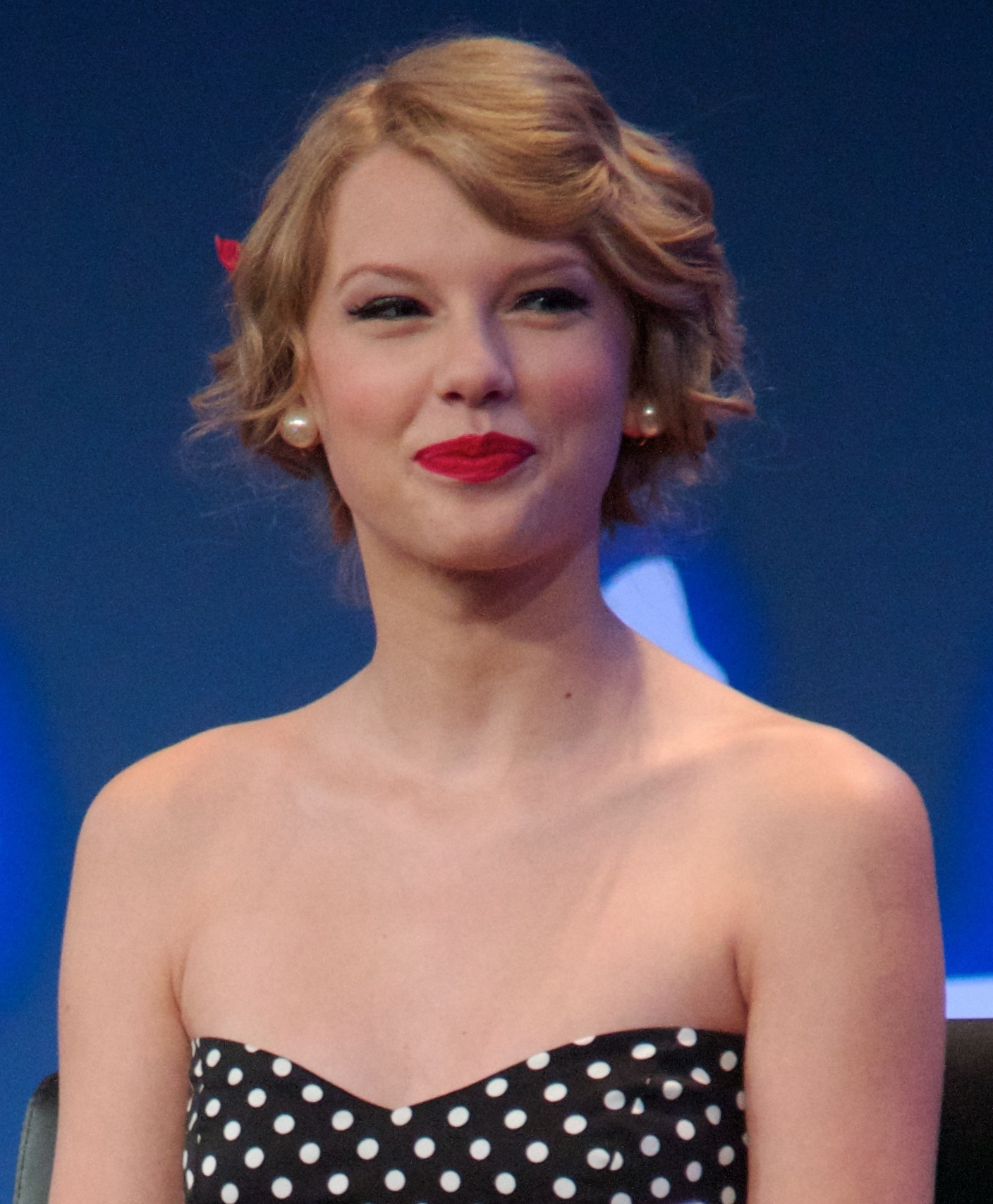
Taylor Swift 2019, 2015, 2010.
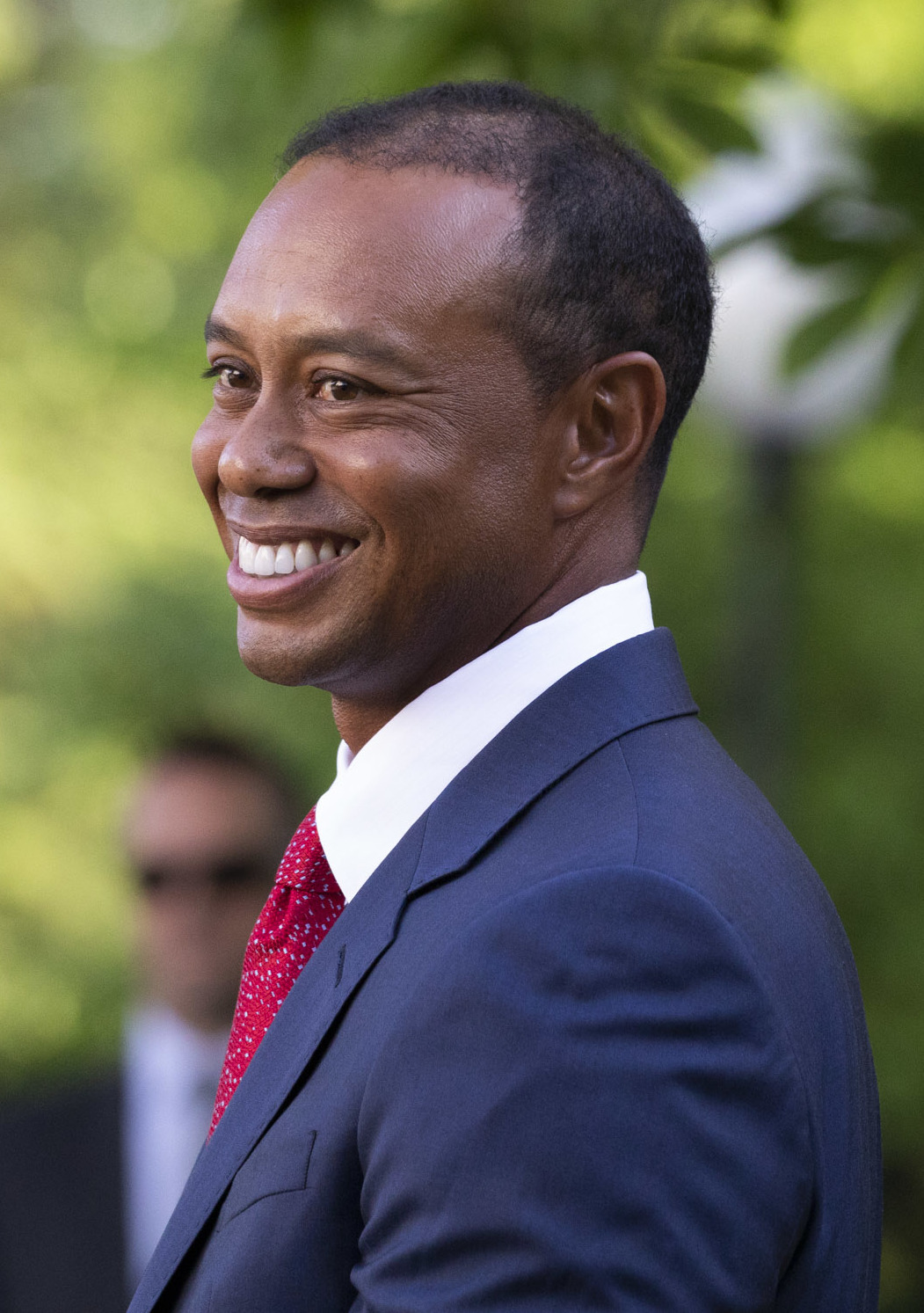
Tiger Woods 2019, 2009, 2004.
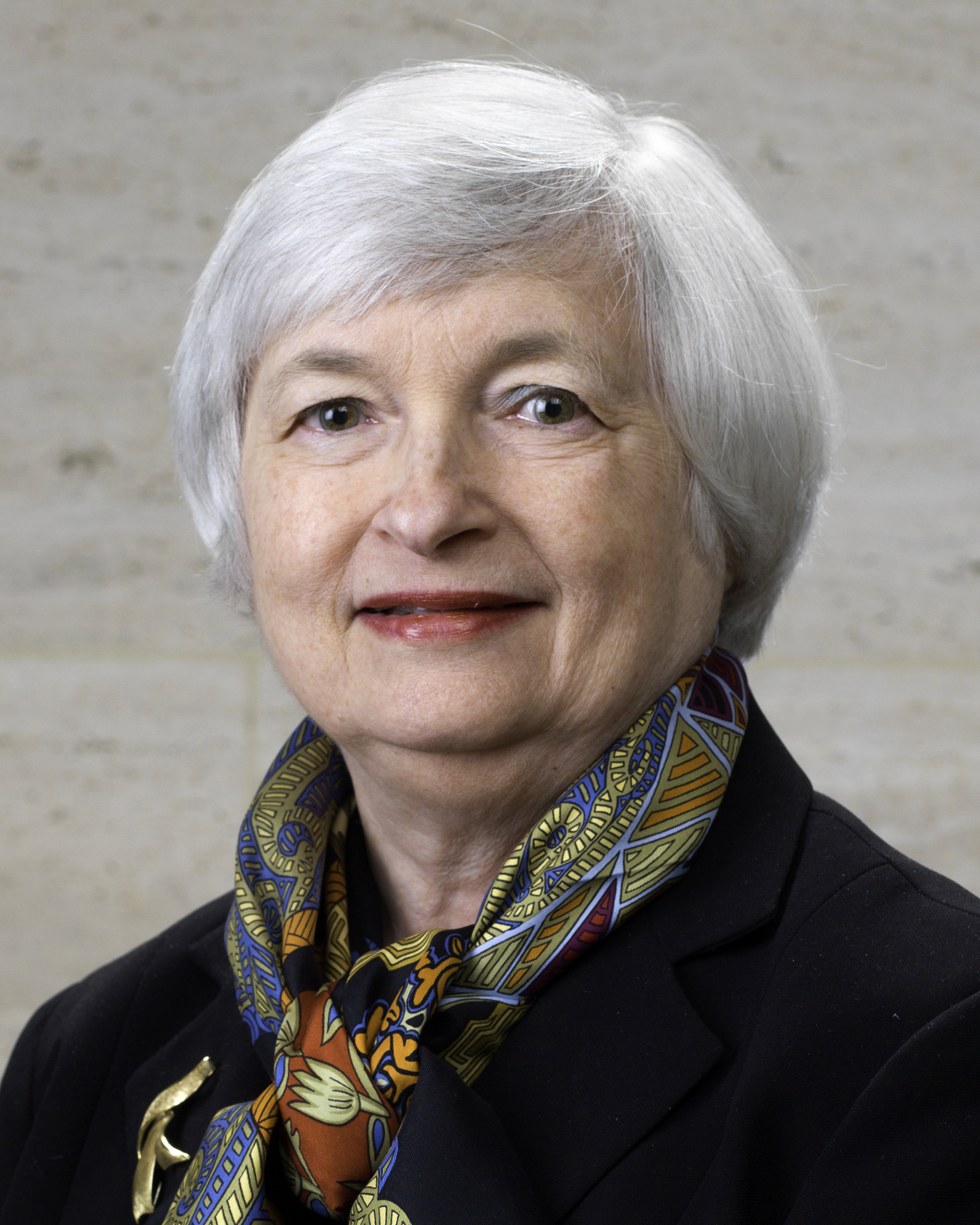
Janet Yellen 2017, 2015, 2014.
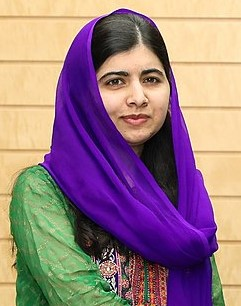
Malala Yousafzai 2015, 2014, 2013.

## Impact
La liste est attendue chaque année et commentée par les médias internationaux, que ce soit en Inde, aux Émirats arabes unis, au Pakistan, au Canada, en Ukraine, au Royaume-Uni, en Thaïlande, en Israël, en Australie et ailleurs. Selon The Independent, il s'agit d'une « liste prestigieuse » publiée par « le magazine le plus célèbre du monde ».

## Critiques
Un éditeur de Time a reconnu que la liste avait une tendance américanocentrique, qu'elle avait tendance à négliger l'Europe, et qu'elle avait aussi tendance à affirmer que les États-Unis sont le moteur notamment de la culture populaire mondiale au XXe siècle.